# Saddam Hussein
Saddām Hussein ʻAbd al-Majīd al-Tikrīt – còn được viết là Husayn hay Hussain; tiếng Ả Rập صدام حسين عبد المجيد التكريتي  (sinh  28 tháng 4 năm 1937  - 30 tháng 12 năm 2006) là một chính trị gia người Iraq, người giữ chức vụ Tổng thống thứ năm của Iraq từ ngày 16 tháng 7 năm 1979 đến ngày 9 tháng 4 năm 2003. Một thành viên hàng đầu của Đảng Ba'ath xã hội chủ nghĩa Ả Rập mang tính cách mạng, và sau đó là Đảng Ba'ath có trụ sở tại Baghdad và tổ chức khu vực của nó, Đảng Ba'ath của Iraq - tán thành chủ nghĩa Ba'at, sự pha trộn giữa chủ nghĩa dân tộc Ả Rập và chủ nghĩa xã hội Ả Rập —Saddam đóng một vai trò quan trọng trong cuộc đảo chính năm 1968 (sau này được gọi là Cách mạng 17 tháng 7) đưa đảng này lên nắm quyền ở Iraq.
Là phó tổng thống dưới thời Tướng Ahmed Hassan al-Bakr, và vào thời điểm nhiều nhóm được coi là có khả năng lật đổ chính phủ, Saddam đã tạo ra lực lượng an ninh để qua đó kiểm soát chặt chẽ các cuộc xung đột giữa chính phủ và lực lượng vũ trang. Vào đầu những năm 1970, Saddam đã quốc hữu hóa dầu mỏ và các ngân hàng nước ngoài rời khỏi hệ thống cuối cùng vỡ nợ chủ yếu do Chiến tranh Iran-Iraq, Chiến tranh vùng Vịnh và các lệnh trừng phạt của Liên hợp quốc. Trong những năm 1970, Saddam củng cố quyền lực của mình đối với bộ máy chính phủ vì tiền dầu mỏ đã giúp nền kinh tế Iraq phát triển với tốc độ nhanh chóng. Các vị trí quyền lực trong nước hầu hết thuộc về người Ả Rập Sunni, một nhóm thiểu số chỉ chiếm 1/5 dân số.
Saddam chính thức lên nắm quyền vào năm 1979, mặc dù ông đã là người đứng đầu trên thực tế của Iraq trong vài năm. Ông đã đàn áp một số phong trào, đặc biệt là các phong trào của người Shi'a và người Kurd tìm cách lật đổ chính phủ hoặc giành độc lập, và duy trì quyền lực trong Chiến tranh Iran-Iraq và Chiến tranh vùng Vịnh. Sự cai trị của Hussein là một chế độ độc tài đàn áp. Tổng số người Iraq bị giết bởi các cơ quan an ninh của chính phủ Saddam trong các cuộc thanh trừng và diệt chủng khác nhau được ước tính một cách dè dặt là 250.000 người. Các cuộc xâm lược của Saddam vào Iran và Kuwait cũng khiến hàng trăm nghìn người thiệt mạng.
Năm 2003, một liên minh do Mỹ dẫn đầu đã xâm lược Iraq để hạ bệ Saddam, trong đó Tổng thống Mỹ George W. Bush và Thủ tướng Anh Tony Blair cáo buộc sai lầm rằng Saddam sở hữu vũ khí hủy diệt hàng loạt và có quan hệ với al-Qaeda. Đảng Ba'ath của Saddam đã bị giải tán và cuộc bầu cử dân chủ đầu tiên của Iraq được tổ chức. Sau khi bị bắt vào ngày 13 tháng 12 năm 2003, phiên tòa xét xử Saddam diễn ra dưới sự quản lý của Chính phủ lâm thời Iraq. Ngày 5 tháng 11 năm 2006, Saddam bị tòa án Iraq kết tội chống lại loài người liên quan đến vụ giết 148 người Shi'a Iraq năm 1982 và bị kết án tử hình bằng cách treo cổ. Ông bị hành quyết vào ngày 30 tháng 12 năm 2006.

## Thời thơ ấu

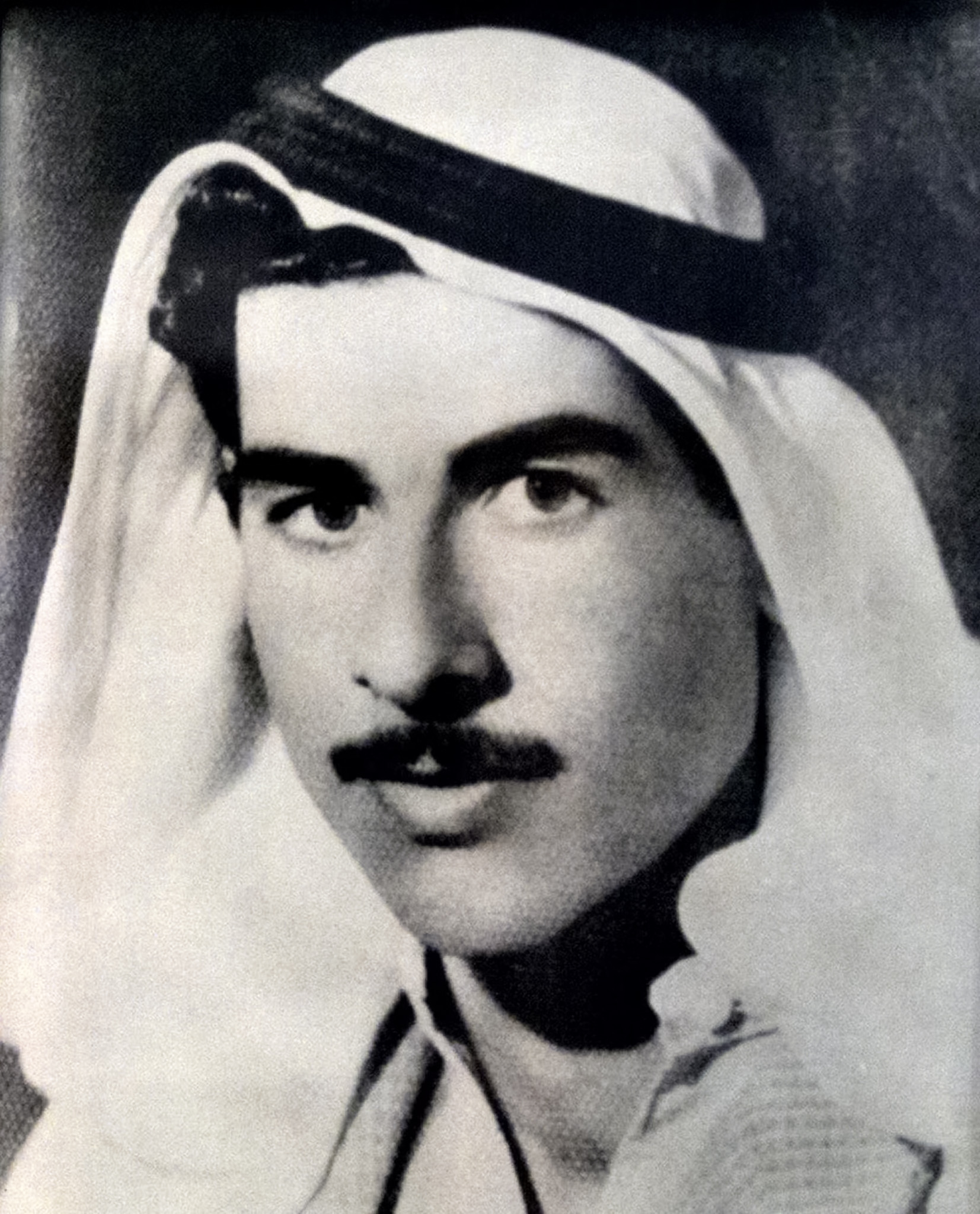
Saddam thời trẻ

Anh trai và cha của Saddam chết vì bệnh ung thư trước khi ông chào đời. Những cái chết này khiến mẹ của Saddam, bà Subha Tulfah al-Mussallat, chán nản đến mức định bỏ thai và tự tử. Khi con trai của bà được sinh ra, Subha "không muốn làm gì với con mình", và Saddam được người chú nhận nuôi.
Mẹ ông tái hôn và Saddam có thêm ba người anh em cùng mẹ khác cha thông qua cuộc hôn nhân mới. Cha dượng của ông, Ibrahim al-Hassan, đối xử với Saddam một cách khắc nghiệt sau khi ông trở về với mẹ. Vào khoảng 10 tuổi, Saddam trốn khỏi gia đình mẹ và trở về sống ở Baghdad với người chú Khairallah Talfah, người đã trở thành cha vợ của Saddam. Talfah, cha của người vợ tương lai của Saddam, là một người Hồi giáo Sunni sùng đạo và là một cựu chiến binh trong Chiến tranh Anh-Iraq năm 1941 giữa những người theo chủ nghĩa dân tộc Iraq và Vương quốc Anh, lúc đó vẫn là một cường quốc thuộc địa lớn trong khu vực. Talfah sau đó trở thành thị trưởng của Baghdad trong thời gian Saddam nắm quyền, cho đến khi sự tham nhũng khét tiếng của ông khiến Saddam buộc ông phải rời nhiệm sở.
Sau này trong cuộc đời của Saddam, những người thân từ quê hương Tikrit đã trở thành một số cố vấn và người hỗ trợ thân cận nhất của ông. Dưới sự hướng dẫn của người chú, Saddam theo học một trường trung học dân tộc ở Baghdad. Sau khi tốt nghiệp trung học, Saddam học tại một trường luật ở Iraq trong ba năm, và bỏ học năm 1957 ở tuổi 20 để tham gia Đảng Ba'ath Ả Rập cách mạng, mà chú của ông là một người ủng hộ đảng này. Trong thời gian này, Saddam dường như đã kiếm sống với tư cách là một giáo viên trung học. Hệ tư tưởng Ba'athist bắt nguồn từ Syria và Đảng Ba'ath có một lượng lớn người đi theo ở Syria vào thời điểm đó, nhưng vào năm 1955, có ít hơn 300 thành viên Đảng Ba'ath ở Iraq và người ta tin rằng đó là lý do chính của Saddam khi gia nhập đảng. Trái ngược với các đảng dân tộc chủ nghĩa ở Iraq được thành lập nhiều hơn là mối liên hệ gia đình của ông với Ahmed Hassan al-Bakr và những người theo chủ nghĩa Ba'athists hàng đầu khác thông qua chú của mình.

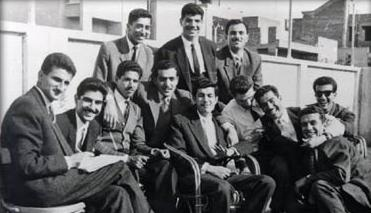
Saddam Hussein và chi bộ sinh viên Đảng Ba'ath, Cairo, trong giai đoạn 1959–1963

Cảm xúc cách mạng là đặc trưng của thời đại này ở Iraq và khắp Trung Đông. Ở Iraq, những người theo chủ nghĩa tiến bộ và xã hội chủ nghĩa tấn công vào giới tinh hoa chính trị truyền thống (các quan chức và chủ đất thời thuộc địa, các thương gia giàu có và các thủ lĩnh bộ lạc, và các nhà quân chủ). Hơn nữa, chủ nghĩa dân tộc toàn Ả Rập của Gamal Abdel Nasser ở Ai Cập đã ảnh hưởng sâu sắc đến những người Ba'athists trẻ tuổi như Saddam. Sự nổi lên của Nasser báo trước một làn sóng cách mạng khắp Trung Đông trong những năm 1950 và 1960, với sự sụp đổ của các chế độ quân chủ ở Iraq, Ai Cập và Libya. Nasser đã truyền cảm hứng cho những người theo chủ nghĩa dân tộc trên khắp Trung Đông bằng cách chống lại người Anh và người Pháp trong Cuộc khủng hoảng Suez năm 1956, hiện đại hóa Ai Cập và thống nhất thế giới Ả Rập về mặt chính trị.
Năm 1958, một năm sau khi Saddam gia nhập đảng Ba'ath, các sĩ quan quân đội do Tướng Abd al-Karim Qasim lãnh đạo đã lật đổ Faisal II của Iraq trong cuộc Cách mạng 14 tháng Bảy.

## Thăng tiến quyền lực
Trong số 16 thành viên nội các của Qasim, 12 người là Đảng viên Ba'ath; tuy nhiên, đảng đã quay lưng lại với Qasim do ông từ chối gia nhập Cộng hòa Ả Rập Thống nhất (UAR) của Gamal Abdel Nasser. Để củng cố vị thế của mình trong chính phủ, Qasim đã tạo ra một liên minh với Đảng Cộng sản Iraq, đảng này phản đối bất kỳ quan điểm nào về chủ nghĩa toàn Ả Rập. Cuối năm đó, ban lãnh đạo Đảng Ba'ath đã lên kế hoạch ám sát Qasim. Saddam là một thành viên hàng đầu của chiến dịch. Vào thời điểm đó, Đảng Ba'ath chỉ là một thử nghiệm ý thức hệ hơn là một cỗ máy đấu tranh chống chính phủ mạnh mẽ. Phần lớn các thành viên của nó là các chuyên gia hoặc sinh viên có học thức, và Saddam tỏ ra phù hợp với yêu cầu. Sự lựa chọn Saddam, theo nhà báo Con Coughlin, "hầu như không gây ngạc nhiên." Ý tưởng ám sát Qasim có thể là của Nasser, và có suy đoán rằng một số người tham gia chiến dịch đã được đào tạo ở Damascus, khi đó là một phần của UAR. Tuy nhiên, "không có bằng chứng nào được đưa ra để liên quan trực tiếp đến Nasser trong âm mưu trên."  Bản thân Saddam không được cho là đã được đào tạo bên ngoài Iraq, vì ông là người bổ sung sau này cho đội ám sát.
Những người ám sát đã lên kế hoạch phục kích Qasim tại đường Al-Rashid vào ngày 7 tháng 10 năm 1959: một người giết những người ngồi ở phía sau xe, những người còn lại giết những người phía trước. Trong cuộc phục kích, người ta cho rằng Saddam đã nổ súng sớm hơn, khiến toàn bộ hoạt động bị xáo trộn. Tài xế của Qasim bị giết, Qasim bị đánh vào tay và vai. Các sát thủ tin rằng họ đã giết được Quasim và nhanh chóng rút lui về trụ sở của họ, nhưng Qasim vẫn sống sót. Vào thời điểm xảy ra cuộc tấn công, Đảng Ba'ath có ít hơn 1.000 thành viên. Vai trò của Saddam trong vụ ám sát bất thành đã trở thành một phần quan trọng trong hình ảnh của ông trước công chúng trong nhiều thập kỷ. Kanan Makiya kể lại:
- Con người thực và huyền thoại đã hợp nhất trong giai đoạn này. Tiểu sử của ông — và truyền hình Iraq, nơi phát sóng câu chuyện quảng cáo — kể về việc ông làm quen với súng từ năm mười tuổi; sự dũng cảm và lòng trung thành của ông đối với đảng trong cuộc hành quân năm 1959; sự dũng cảm của ông trong việc cứu đồng đội của mình bằng cách điều khiển một chiếc xe hơi trước họng súng; viên đạn bị khoét ra khỏi vết thương dưới sự chỉ đạo của ông khi lẩn trốn; kỷ luật sắt đã khiến Saddam rút súng chĩa vào những đồng đội yếu hơn, những người có thể đã bỏ rơi một thành viên bị thương nặng trong đội ám sát tại bệnh viện; sự khôn ngoan đầy tính toán đã giúp Saddam tự cứu mình vài phút trước khi cảnh sát ập vào bỏ lại đồng đội bị thương; và cuối cùng là chuyến đi dài của một người đàn ông bị thương tích chạy từ nhà này sang nhà khác, thành phố này sang thị trấn khác, băng qua sa mạc để đến tị nạn ở Syria.

Một số kẻ âm mưu ám sát (bao gồm cả Saddam) đã nhanh chóng rời khỏi đất nước đến Syria, quê hương tinh thần của hệ tư tưởng Ba'athist. Ở đó Saddam đã được Michel Aflaq trao quyền thành viên đầy đủ trong đảng. Một số thành viên của chiến dịch đã bị chính phủ Iraq bắt giữ. Tại phiên tòa sơ thẩm, sáu bị cáo bị tuyên án tử hình; vì những lý do không rõ mà các câu đã không được thực hiện. Aflaq, lãnh đạo của phong trào Ba'athist, đã tổ chức trục xuất các thành viên Ba'athist hàng đầu của Iraq, chẳng hạn như Fuad al-Rikabi, với lý do đảng này không nên bắt đầu mưu toan lấy tính mạng của Qasim. Đồng thời, Aflaq đã đảm bảo ghế trong ban lãnh đạo Ba'ath của Iraq cho những người ủng hộ ông, một trong số họ là Saddam. Saddam chuyển từ Syria đến Ai Cập vào tháng 2 năm 1960, và ông tiếp tục sống ở đó cho đến năm 1963, tốt nghiệp trung học năm 1961 và theo học bằng luật nhưng không tốt nghiệp.
Các sĩ quan quân đội có quan hệ với Đảng Ba'ath đã lật đổ Qasim trong cuộc đảo chính Cách mạng Tháng 2 năm 1963. Các nhà lãnh đạo Ba'athist được bổ nhiệm vào nội các và Abdul Salam Arif trở thành tổng thống. Arif đã cách chức và bắt giữ các thủ lĩnh Ba'athist vào cuối năm đó trong cuộc đảo chính Iraq tháng 11 năm 1963. Bị lưu đày ở Ai Cập vào thời điểm đó, Saddam không đóng vai trò gì trong cuộc đảo chính năm 1963 hay cuộc thanh trừng tàn bạo chống cộng sau đó; mặc dù ông đã trở về Iraq sau cuộc đảo chính, Saddam vẫn "ở ngoài rìa của chính quyền Ba'thi mới được thành lập và tự bằng lòng với vị trí thứ yếu của một thành viên trong văn phòng trung ương của Đảng phụ trách về nông dân," theo lời của Efraim Karsh và Inari Rautsi. Không giống như trong những năm Qasim, Saddam ở lại Iraq sau cuộc thanh trừng chống người Ba'athist của Arif vào tháng 11 năm 1963, và tham gia vào kế hoạch ám sát Arif. Trái ngược hẳn với Qasim, Saddam biết rằng mình không phải đối mặt với án tử hình từ chính phủ của Arif và cố ý chấp nhận rủi ro bị bắt thay vì trốn sang Syria một lần nữa. Saddam bị bắt vào tháng 10 năm 1964 và ngồi tù khoảng hai năm trước khi vượt ngục vào năm 1966. Năm 1966, Ahmed Hassan al-Bakr bổ nhiệm ông làm Phó Bí thư Bộ Chỉ huy Vùng. Saddam, người sẽ chứng tỏ là một nhà tổ chức tài ba, đã làm hồi sinh bữa tiệc. Như câu chuyện, ông được bầu vào Bộ chỉ huy khu vực, với sự giúp đỡ từ Michel Aflaq - người sáng lập tư tưởng Ba'athist. Vào tháng 9 năm 1966, Saddam đã khởi xướng một thách thức phi thường đối với sự thống trị của Đảng Ba'ath ở Syria để đáp lại sự tiếp quản của Chủ nghĩa Marx đối với Ba'ath của Syria vào đầu năm đó, dẫn đến việc Đảng đã chính thức chia thành hai phe riêng biệt. Saddam sau đó đã tạo ra một dịch vụ an ninh Ba'athist, do một mình ông kiểm soát.
Vào tháng 7 năm 1968, Saddam tham gia vào một cuộc đảo chính không đổ máu do Ahmed Hassan al-Bakr lãnh đạo nhằm lật đổ Abdul Rahman Arif, anh trai và người kế nhiệm của Salam Arif. Trong khi vai trò của Saddam trong cuộc đảo chính không có gì đáng kể (ngoại trừ trong văn bản chính thức), Saddam đã lên kế hoạch và thực hiện cuộc thanh trừng tiếp theo của phe không theo chủ nghĩa Ba'athist do Thủ tướng Abd ar-Razzaq an-Naif lãnh đạo, mà sự ủng hộ là cần thiết cho sự thành công của cuộc đảo chính. Theo một cuốn tiểu sử bán chính thức, Saddam đã đích thân dẫn Naif ra trước mũi máy bay hộ tống Naif rời Iraq. Arif được cho tị nạn ở London và sau đó là Istanbul. Al-Bakr được bổ nhiệm làm tổng thống và Saddam được chỉ định là phó của ông, và phó chủ tịch của Hội đồng Chỉ huy Cách mạng Ba'athist. Theo các nhà viết tiểu sử, Saddam không bao giờ quên những căng thẳng trong chính phủ Ba'athist đầu tiên, vốn đã hình thành cơ sở cho các biện pháp thúc đẩy sự đoàn kết của đảng Ba'ath cũng như quyết tâm duy trì quyền lực và các chương trình đảm bảo ổn định xã hội. Mặc dù Saddam là cấp phó của al-Bakr, ông là một chính trị gia hậu trường mạnh mẽ của đảng. Al-Bakr là người lớn tuổi hơn và có uy tín hơn trong số hai người, nhưng đến năm 1969, Saddam dần dần trở thành lực lượng nắm quyền đằng sau hậu trường của đảng này.

### Kế hoạch chính trị

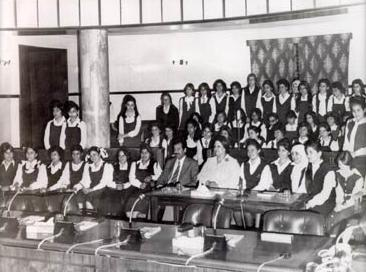
Chương trình thúc đẩy khả năng đọc viết và giáo dục của phụ nữ trong những năm 1970

Vào cuối những năm 1960 và đầu những năm 1970, với tư cách là phó chủ tịch Hội đồng Chỉ huy Cách mạng, người chỉ huy chính thức của al-Bakr, Saddam đã tạo dựng được danh tiếng là một chính trị gia tiến bộ, hiệu quả. Vào thời điểm này, Saddam đã thăng cấp trong chính phủ mới bằng cách hỗ trợ các nỗ lực củng cố và thống nhất đảng Ba'ath và giữ vai trò lãnh đạo trong việc giải quyết các vấn đề nội địa lớn của đất nước và tăng cường số lượng đảng viên.
Sau khi những người theo chủ nghĩa Ba'athists lên nắm quyền vào năm 1968, Saddam tập trung vào việc đạt được sự ổn định trong một quốc gia luôn tồn tại những căng thẳng sâu sắc. Rất lâu trước khi Saddam nắm quyền, Iraq đã bị chia cắt theo các đường đứt gãy về xã hội, sắc tộc, tôn giáo và kinh tế: mâu thuẫn giữa người Hồi giáo Sunni so với Shia, người Arab so với người Kurd, tù trưởng bộ lạc với thương nhân thành thị, du mục với nông dân. Mong muốn có được sự cai trị ổn định trong một đất nước đầy rẫy chủ nghĩa bè phái đã khiến Saddam theo đuổi cả việc đàn áp quy mô lớn lẫn việc cải thiện mức sống.
Saddam tích cực thúc đẩy quá trình hiện đại hóa nền kinh tế Iraq cùng với việc thành lập một bộ máy an ninh mạnh mẽ để ngăn chặn các cuộc đảo chính trong cơ cấu quyền lực và các cuộc nổi dậy khác với nó. Từng quan tâm đến việc mở rộng cơ sở ủng hộ của mình trong các thành phần đa dạng của xã hội Iraq và huy động sự ủng hộ của quần chúng, ông đã theo sát việc điều hành các chương trình phúc lợi và phát triển cấp nhà nước.

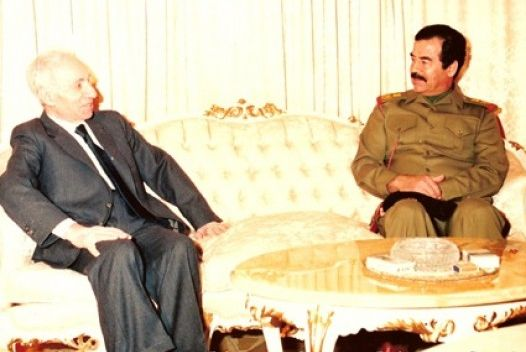
Saddam nói chuyện với Michel Aflaq, người sáng lập tư tưởng Ba'athist, vào năm 1988

Trung tâm của chiến lược này là dầu mỏ của Iraq. Vào ngày 1 tháng 6 năm 1972, Saddam giám sát việc nắm giữ các lợi ích dầu mỏ quốc tế, vốn thống trị lĩnh vực dầu mỏ của Iraq vào thời điểm đó. Một năm sau, giá dầu thế giới tăng chóng mặt do hậu quả của cuộc khủng hoảng năng lượng năm 1973, và doanh thu từ dầu mỏ tăng vọt giúp Saddam mở rộng kế hoạch của mình.
Chỉ trong vòng vài năm, Iraq đã cung cấp các dịch vụ xã hội mà chưa từng có ở các nước Trung Đông. Saddam đã thành lập và kiểm soát "Chiến dịch Quốc gia Xóa mù chữ" và Chiến dịch "Giáo dục Miễn phí Bắt buộc ở Iraq", và phần lớn dưới sự bảo trợ của ông, chính phủ đã thiết lập phổ cập giáo dục miễn phí đến các cấp học cao nhất; hàng trăm nghìn người đã học cách đọc trong những năm sau khi chương trình bắt đầu. Chính phủ cũng hỗ trợ các gia đình binh lính, cấp viện miễn phí cho mọi người, và trợ cấp cho nông dân. Iraq đã tạo ra một trong những hệ thống y tế công cộng hiện đại nhất ở Trung Đông, mang về cho Saddam một giải thưởng từ Tổ chức Giáo dục, Khoa học và Văn hóa của Liên hợp quốc (UNESCO).
Với sự giúp đỡ của việc tăng doanh thu từ dầu mỏ, Saddam đã đa dạng hóa nền kinh tế Iraq chủ yếu dựa vào dầu mỏ. Saddam thực hiện một chiến dịch cơ sở hạ tầng quốc gia đã đạt được tiến bộ lớn trong việc xây dựng đường xá, thúc đẩy khai thác mỏ và phát triển các ngành công nghiệp khác. Chiến dịch này đã giúp các ngành năng lượng của Iraq. Điện đã được đưa đến gần như mọi thành phố ở Iraq và nhiều khu vực xa xôi hẻo lánh. Trước những năm 1970, hầu hết người dân Iraq sống ở nông thôn và khoảng 2/3 là nông dân. Con số này sẽ giảm nhanh chóng trong những năm 1970 khi giá dầu toàn cầu giúp doanh thu tăng từ dưới nửa tỷ đô la lên hàng chục tỷ đô la và Iraq bắt đầu đầu tư vào mở rộng công nghiệp.
Doanh thu từ dầu mỏ mang lại lợi ích cho Saddam về mặt chính trị. Theo The Economist, "Giống như Adolf Hitler sớm giành được lời khen ngợi vì đã làm hồi sinh nền công nghiệp Đức, chấm dứt tình trạng thất nghiệp hàng loạt và xây dựng các autobahn, Saddam đã khiến người dân nước ngoài ngưỡng mộ vì những việc làm của mình. Ông có một bản năng tốt về những gì " đường phố Ả Rập " yêu cầu, sau sự suy giảm trong vai trò lãnh đạo của Ai Cập do chấn thương của chiến thắng sáu ngày của Israel trong cuộc chiến năm 1967, cái chết của anh hùng Ả Rập gốc, Gamal Abdul Nasser, trong 1970, và sự thúc đẩy "phản bội" của người kế nhiệm ông, Anwar Sadat, để kiện đòi hòa bình với nhà nước Do Thái. Tuyên truyền tự kích động bản thân của Saddam, với việc bản thân đóng giả là người bảo vệ chủ nghĩa Ả Rập chống lại những kẻ xâm nhập Do Thái hoặc Ba Tư, là nặng tay, nhưng nhất quán như một nhịp trống. Tất nhiên, điều đó giúp ích cho việc mukhabarat (cảnh sát mật) của ông ấy đưa hàng chục biên tập viên tin tức, nhà văn và nghệ sĩ Ả Rập vào biên chế."

Alexei Kosygin (trái) và Ahmed Hassan al-Bakr ký Hiệp ước Hữu nghị và Hợp tác Iraq-Liên Xô năm 1972

Năm 1972, Saddam ký Hiệp ước Hữu nghị và Hợp tác kéo dài 15 năm với Liên Xô. Theo nhà sử học Charles RH Tripp, hiệp ước này đã làm đảo lộn “hệ thống an ninh do Mỹ bảo trợ được thiết lập như một phần của Chiến tranh Lạnh ở Trung Đông. Có vẻ như bất kỳ kẻ thù nào của chế độ Baghdad đều là đồng minh tiềm năng của Hoa Kỳ. "  Đáp lại, Hoa Kỳ đã bí mật tài trợ cho các phiến quân người Kurd do Mustafa Barzani lãnh đạo trong Chiến tranh Iraq-Người Kurd lần thứ hai; Người Kurd đã bị đánh bại vào năm 1975, dẫn đến việc hàng trăm nghìn thường dân người Kurd phải đi tị nạn.
Saddam tập trung vào việc nuôi dưỡng lòng trung thành với những người Ba'athists ở các vùng nông thôn. Sau khi quốc hữu hóa các quyền lợi dầu mỏ của nước ngoài, Saddam giám sát việc hiện đại hóa nông thôn, cơ giới hóa nông nghiệp trên quy mô lớn và phân phối ruộng đất cho nông dân. Người Ba'athists thành lập các hợp tác xã trang trại và chính phủ cũng tăng gấp đôi chi tiêu cho phát triển nông nghiệp trong giai đoạn 1974-1975. Các chương trình phúc lợi của Saddam là một phần của sự kết hợp giữa chiến thuật "củ cà rốt và cây gậy" để tăng cường sự ủng hộ cho Saddam. Các ngân hàng quốc doanh do Saddam chỉ đạo, và việc cho vay dựa trên chủ nghĩa thân hữu. Sự phát triển đã diễn ra với tốc độ chóng mặt đến mức hai triệu người từ các quốc gia Ả Rập khác và thậm chí cả từ Nam Tư đã làm việc tại Iraq để đáp ứng nhu cầu ngày càng tăng về lao động

### Kế vị
Năm 1976, Saddam thăng tiến lên đến vị trí đại tướng trong lực lượng vũ trang Iraq, và nhanh chóng trở thành nhà lãnh đạo mạnh mẽ của chính phủ. Khi al-Bakr già yếu không thể thi hành nhiệm vụ của mình, Saddam ngày càng đóng vai trò là bộ mặt của chính phủ cả trong đối nội và đối ngoại. Ông sớm trở thành kiến trúc sư của chính sách đối ngoại của Iraq và đại diện cho quốc gia này trong mọi tình huống ngoại giao. Ông là lãnh đạo thực tế của Iraq vài năm trước khi chính thức lên nắm quyền vào năm 1979. Ông từ từ bắt đầu củng cố quyền lực của mình đối với chính phủ Iraq và đảng Ba'ath. Mối quan hệ của ông với các thành viên đồng đảng được vun đắp cẩn thận, và Saddam sớm có được một lực lượng ủng hộ hùng hậu trong đảng.
Năm 1979, al-Bakr bắt đầu thực hiện các hiệp ước với Syria, cũng dưới sự lãnh đạo của Ba'athist, sẽ dẫn đến sự thống nhất giữa hai quốc gia. Tổng thống Syria Hafez al-Assad sẽ trở thành phó lãnh đạo trong một liên minh, và điều này sẽ khiến vị trí của Saddam trở nên lu mờ. Saddam đã hành động để đảm bảo quyền lực của mình. Ông buộc al-Bakr đang ốm yếu phải từ chức vào ngày 16 tháng 7 năm 1979 và chính thức đảm nhận chức vụ Tổng thống.

#### Thanh trừng năm 1979 trong Đảng Ba'ath
Saddam đã triệu tập một cuộc họp của các nhà lãnh đạo đảng Ba'ath vào ngày 22 tháng 7 năm 1979. Trong cuộc họp mà ông đã ra lệnh quay video, Saddam tuyên bố đã tìm thấy đội quân thứ năm trong Đảng Ba'ath và chỉ đạo Muhyi Abdel-Hussein đọc lời thú tội và tên của 68 đồng phạm bị cáo buộc. Những thành viên này bị dán nhãn là phần tử "không trung thành" và lần lượt bị loại khỏi chức vị và bị quản thúc. Sau khi danh sách được đọc, Saddam chúc mừng những người vẫn ngồi trong phòng vì lòng trung thành trong quá khứ và tương lai của họ. 68 người bị bắt tại cuộc họp sau đó đã bị xét xử cùng nhau và bị kết tội phản quốc. 22 người trong số đó bị kết án xử tử. Các thành viên cấp cao khác của đảng đã thành lập đội xử bắn. Đến ngày 1 tháng 8 năm 1979, hàng trăm đảng viên cấp cao của đảng Ba'ath đã bị hành quyết.

## Các tổ chức bán quân sự và cảnh sát
Xã hội Iraq lúc đó đã rạn nứt theo ngôn ngữ, tôn giáo và sắc tộc. Đảng Ba'ath, về bản chất là thế tục, đã áp dụng các hệ tư tưởng Pan-Arab mà đến lượt nó lại là vấn đề đối với một bộ phận đáng kể dân số. Sau Cách mạng Iran năm 1979, Iraq phải đối mặt với viễn cảnh thay đổi chính quyền từ hai phe phái Hồi giáo Shia (Dawa và SCIRI) mong muốn mô hình Iraq dựa trên nước láng giềng Iran với một chế độ thần quyền nghiêng về người Hồi giáo Shia. Một mối đe dọa khác của Iraq đến từ các bộ phận người Kurd ở miền bắc Iraq, những người phản đối việc trở thành một phần của một nhà nước Iraq và ủng hộ độc lập (một hệ tư tưởng đã có từ trước khi Đảng Ba'ath cầm quyền). Để giảm bớt mối đe dọa cách mạng sẽ nổ ra, Saddam đã dành những lợi ích nhất định cho những nhóm người có khả năng là thù địch với ông. Tư cách thành viên của Đảng Ba'ath vẫn cởi mở cho tất cả công dân Iraq bất kể nguồn gốcxuất thân. Tuy nhiên, các biện pháp đàn áp đã được Saddam thực hiện đối với các đối thủ của Đảng này.
Các công cụ chính để thực hiện việc kiểm soát này là các tổ chức bán quân sự và cảnh sát. Bắt đầu từ năm 1974, Taha Yassin Ramadan (bản thân là người Ba'athist người Kurd), một cộng sự thân cận của Saddam, chỉ huy Quân đội Nhân dân, lực lượng chịu trách nhiệm về an ninh nội bộ. Với tư cách là lực lượng bán quân sự của Đảng Ba'ath, Quân đội Nhân dân đóng vai trò là đối trọng chống lại mọi âm mưu đảo chính của các lực lượng vũ trang chính quy. Ngoài Quân đội Nhân dân, Tổng cục Tình báo là cánh tay khét tiếng nhất của hệ thống an ninh nhà nước, thường xuyên sử dụng tra tấn và ám sát. Barzan Ibrahim al-Tikriti, em trai cùng cha khác mẹ của Saddam, chỉ huy Mukhabarat. Các nhà quan sát nước ngoài tin rằng từ năm 1982, bộ phận này đã hoạt động cả trong và ngoài nước với sứ mệnh tìm kiếm và loại bỏ các lực lượng mà Saddam coi là đối địch.
Saddam nổi bật vì đã thường xuyên khủng bố đối với người dân của mình. Tờ The Economist mô tả Saddam là "một trong những nhà độc tài vĩ đại cuối cùng của thế kỷ 20, nhưng không kém phần ích kỷ, hoặc độc ác, hoặc có ý thức chuyên quyền một cách bệnh hoạn."  Chế độ của Saddam đã gây ra cái chết của ít nhất 250.000 người Iraq  và phạm tội ác chiến tranh ở Iran, Kuwait và Ả Rập Saudi. Tổ chức Theo dõi Nhân quyền và Tổ chức Ân xá Quốc tế đã đưa ra các báo cáo thường xuyên về tình trạng bỏ tù và tra tấn trên diện rộng tại đây.

## Hình ảnh chính trị và văn hóa

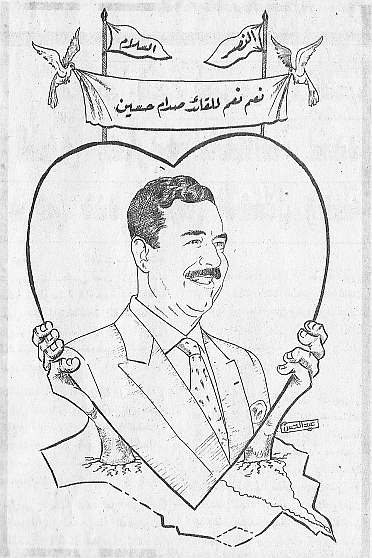
Tranh nghệ thuật tuyên truyền tôn vinh Saddam sau Chiến tranh Iran-Iraq, 1988.

Như một dấu hiệu cho thấy ông đã nắm chắc quyền lực, sự sùng bái cá nhân Saddam đã lan rộng khắp xã hội Iraq. Đã có hàng nghìn bức chân dung, áp phích, tượng và tranh tường được dựng lên để vinh danh ông trên khắp đất nước Iraq. Hình ảnh của Saddam có thể được nhìn thấy trên các mặt của các tòa nhà văn phòng, trường học, sân bay và cửa hàng, cũng như trên đồng tiền của Iraq. Sự sùng bái cá nhân Saddam phản ánh nỗ lực của ông trong việc thu hút các thành phần khác nhau trong xã hội Iraq. Điều này thể hiện trong nhiều loại trang phục của ông: ông xuất hiện trong trang phục của người Bedouin, quần áo truyền thống của nông dân Iraq (mà Saddam thường mặc trong thời thơ ấu), và thậm chí cả quần áo của người Kurd, nhưng cũng mặc các bộ đồ phương Tây mà ông từng may đo, phóng chiếu hình ảnh của một nhà lãnh đạo hiện đại. Đôi khi ông cũng được miêu tả là một tín đồ Hồi giáo sùng đạo, đội mũ và áo choàng đầy đủ, cầu nguyện hướng về phía Mecca.
Saddam Hussein cũng đã tiến hành hai cuộc bầu cử mang tính trình diễn vào năm 1995 và 2002. Trong cuộc trưng cầu dân ý năm 1995, được tiến hành vào ngày 15 tháng 10, ông được cho là đã nhận được 99,96% số phiếu bầu với tỷ lệ cử tri đi bỏ phiếu là 99,47%, chỉ nhận được 3.052 phiếu bầu phản đối trong số 8,4 triệu cử tri. Trong cuộc trưng cầu dân ý ngày 15 tháng 10 năm 2002, ông chính thức đạt được 100% số phiếu tán thành và 100% số cử tri đi bầu, khi ủy ban bầu cử báo cáo ngày hôm sau rằng tất cả cử tri trong số 11.445.638 cử tri đủ điều kiện đều đã bỏ phiếu "Có" cho tổng thống đương nhiệm.
Ông đã dựng những bức tượng trên khắp đất nước. Sau khi chế độ của ông sụp đổ, người Iraq đã giật sập các bức tượng này.

## Đối ngoại
Quan hệ của Iraq với thế giới Ả Rập rất đa dạng. Quan hệ giữa Iraq và Ai Cập rạn nứt dữ dội vào năm 1977, khi hai quốc gia cắt đứt quan hệ với nhau sau khi Iraq chỉ trích các sáng kiến hòa bình của Tổng thống Ai Cập Anwar Sadat với Israel. Năm 1978, Baghdad tổ chức hội nghị thượng đỉnh của Liên đoàn Ả Rập lên án và tẩy chay Ai Cập vì đã chấp nhận Hiệp định Trại David. Tuy nhiên, sự hỗ trợ mạnh mẽ về vật chất và ngoại giao của Ai Cập dành cho Iraq trong cuộc chiến với Iran đã dẫn đến quan hệ nồng ấm hơn và nhiều cuộc tiếp xúc giữa các quan chức cấp cao, bất chấp việc tiếp tục vắng mặt đại diện cấp đại sứ. Kể từ năm 1983, Iraq đã nhiều lần kêu gọi khôi phục "vai trò tự nhiên" của Ai Cập giữa các nước Ả Rập.

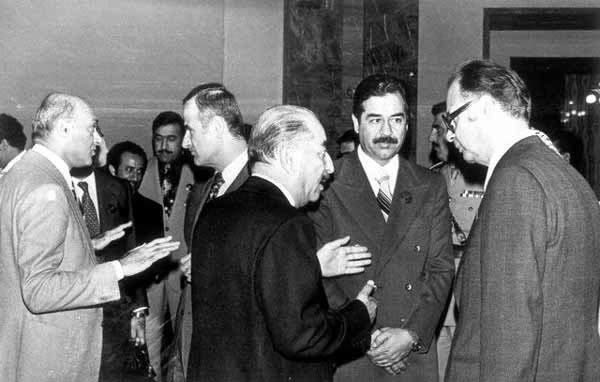
Saddam Hussein và Hafez al-Assad của Syria tại Hội nghị thượng đỉnh Ả Rập ở Baghdad vào tháng 11 năm 1978

Saddam nổi tiếng là thích những món hàng đắt tiền, chẳng hạn như đồng hồ đeo tay Rolex phủ kim cương, và gửi bản sao của chúng cho bạn bè trên khắp thế giới. Saddam từng gửi một chiếc Boeing 747 đầy quà — thảm, ti vi, đồ trang trí cho đồng minh của mình, Kenneth Kaunda.
Saddam có mối quan hệ thân thiết với nhân viên tình báo Nga Yevgeny Primakov từ những năm 1960; Primakov có thể đã giúp Saddam ổn định quyền lực vào năm 1991.
Saddam chỉ đến thăm hai nước phương Tây. Chuyến thăm đầu tiên diễn ra vào tháng 12 năm 1974, khi nhà độc tài của Tây Ban Nha, Francisco Franco, mời ông đến Madrid và ông đến thăm Granada, Córdoba và Toledo. Tháng 9 năm 1975, ông gặp Thủ tướng Jacques Chirac tại Paris, Pháp.
Một số nhà lãnh đạo Iraq, nhà buôn vũ khí Liban Sarkis Soghanalian và những người khác đã tuyên bố rằng Saddam đã tài trợ cho đảng của Chirac. Năm 1991, Saddam đe dọa sẽ vạch trần những kẻ đã coi thường ông: “Từ ông Chirac đến ông Chevènement, các chính trị gia và lãnh đạo kinh tế luôn cạnh tranh công khai để dành thời gian cho chúng tôi và tâng bốc chúng tôi. Hiện chúng tôi đã nắm bắt được thực tế tình hình. Nếu thủ đoạn gian dối tiếp tục, chúng tôi sẽ buộc phải vạch mặt chúng, tất cả chúng, trước công chúng Pháp. "  Pháp đã trang bị vũ khí cho Saddam và nước này là đối tác thương mại lớn nhất của Iraq trong suốt thời kỳ Saddam cầm quyền. Các tài liệu bị thu giữ cho thấy các quan chức và doanh nhân Pháp thân cận với Chirac, bao gồm cả Charles Pasqua, cựu bộ trưởng nội vụ của ông, được hưởng lợi cá nhân từ các giao dịch với Saddam.
Vì Saddam Hussein hiếm khi rời Iraq, Tariq Aziz, một trong những phụ tá của Saddam, đã đi công tác nước ngoài rất nhiều và đại diện cho Iraq tại nhiều cuộc họp ngoại giao. Về đối ngoại, Saddam tìm cách để Iraq đóng một vai trò hàng đầu ở Trung Đông. Iraq đã ký một hiệp ước viện trợ với Liên Xô vào năm 1972, và vũ khí đã được gửi cùng với hàng nghìn cố vấn. Tuy nhiên, cuộc đàn áp năm 1978 đối với Cộng sản Iraq và sự chuyển dịch thương mại sang phương Tây đã làm căng thẳng quan hệ giữa Iraq với Liên Xô; Iraq sau đó có khuynh hướng thân phương Tây hơn cho đến Chiến tranh vùng Vịnh năm 1991.
Sau cuộc khủng hoảng dầu mỏ năm 1973, Pháp đã chuyển sang chính sách thân Ả Rập hơn và Pháp đã được Saddam tưởng thưởng bằng các mối quan hệ chặt chẽ hơn. Ông đã có chuyến thăm cấp nhà nước tới Pháp vào năm 1975, củng cố mối quan hệ chặt chẽ với một số giới kinh doanh và chính trị cầm quyền của Pháp. Năm 1975, Saddam đàm phán một hiệp định với Iran trong đó có sự nhượng bộ của Iraq về các tranh chấp biên giới. Đổi lại, Iran đồng ý ngừng hỗ trợ người Kurd đối lập ở Iraq. Saddam đã lãnh đạo Ả Rập phản đối Hiệp định Trại David giữa Ai Cập và Israel (1979).
Saddam khởi xướng dự án làm giàu hạt nhân của Iraq vào những năm 1980, với sự trợ giúp của Pháp. Lò phản ứng hạt nhân đầu tiên của Iraq được người Pháp đặt tên là "Osirak." Osirak bị phá hủy vào ngày 7 tháng 6 năm 1981  do một cuộc không kích của Israel (Chiến dịch Opera).
Gần như ngay từ khi được thành lập như một quốc gia hiện đại vào năm 1920, Iraq đã phải đối phó với lực lượng ly khai người Kurd ở miền bắc của đất nước này. Saddam đã đàm phán một thỏa thuận vào năm 1970 với các nhà lãnh đạo người Kurd ly khai, trao quyền tự trị cho họ, nhưng thỏa thuận đã đổ vỡ. Kết quả là các cuộc giao tranh tàn bạo giữa chính phủ và các nhóm người Kurd và thậm chí cả việc Iraq ném bom vào các làng của người Kurd ở Iran, khiến quan hệ giữa Iraq với Iran xấu đi. Tuy nhiên, sau khi Saddam đàm phán hiệp ước năm 1975 với Iran, Shah đã rút lại sự ủng hộ dành cho người Kurd, và người Kurd đã bị thất bại toàn diện.

### Chiến tranh Iran-Iraq

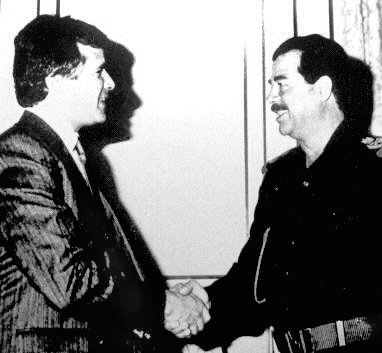
Saddam đón tiếp Carlos Cardoen, một doanh nhân người Chile, người đã cung cấp vũ khí cho Iraq trong cuộc chiến trong những năm 1980

Đầu năm 1979, Shah Mohammad Reza Pahlavi của Iran bị Cách mạng Hồi giáo lật đổ, nhường chỗ cho một nước cộng hòa Hồi giáo do Ayatollah Ruhollah Khomeini lãnh đạo. Ảnh hưởng của cách mạng Hồi giáo dòng Shia ngày càng lan rộng trong khu vực, đặc biệt là ở các nước có đông người Hồi giáo Shi'ite, đặc biệt là Iraq. Saddam lo sợ rằng những tư tưởng Hồi giáo cực đoan - thù địch với sự cai trị thế tục của ông - đang nhanh chóng lan truyền trong đất nước của ông trong cộng đồng người Shi'ite chiếm đa số.
Đã có những hiềm khích gay gắt giữa Saddam và Khomeini kể từ những năm 1970. Khomeini, bị lưu đày đuổi ra khỏi Iran năm 1964, đến sống ở Iraq, tại thánh địa An Najaf của người Shi'ite. Tại đây, ông tham gia với những người Shi'ite ở Iraq và phát triển một lực lượng chính trị và tôn giáo mạnh mẽ trên toàn thế giới chống lại Chính phủ Iran mà Saddam đã dung túng. Tuy nhiên, khi Khomeini bắt đầu thúc giục người Shi'ite ở đó lật đổ Saddam và dưới áp lực của Shah, người đã đồng ý tái thiết giữa Iraq và Iran vào năm 1975, Saddam đồng ý trục xuất Khomeini vào năm 1978 sang Pháp. Tuy nhiên, điều này hóa ra lại là một thất bại và là một chất xúc tác chính trị, vì Khomeini có quyền tiếp cận với nhiều kết nối truyền thông hơn và cũng hợp tác với một cộng đồng Iran lớn hơn nhiều dưới sự hỗ trợ của Khomeini, và Khomeini biến nó thành lợi thế.

Sau khi Khomeini giành được quyền lực, các cuộc giao tranh giữa Iraq và Iran cách mạng đã xảy ra trong mười tháng về chủ quyền của tuyến đường thủy Shatt al-Arab đang tranh chấp, chia cắt hai quốc gia. Trong thời kỳ này, Saddam Hussein công khai khẳng định rằng việc không can dự với Iran là vì lợi ích của Iraq và việc duy trì quan hệ hòa bình là vì lợi ích của cả hai quốc gia. Tuy nhiên, trong cuộc gặp riêng với Salah Omar al-Ali, đại sứ thường trực của Iraq tại Liên Hợp Quốc, ông tiết lộ rằng mình có ý định xâm lược và chiếm một phần lớn lãnh thổ Iran trong vòng vài tháng. Sau đó (có thể là để kêu gọi sự hỗ trợ từ Hoa Kỳ và hầu hết các quốc gia phương Tây), ông cũng đưa việc lật đổ chính phủ Hồi giáo tại Iran thành một trong những ý định của mình.

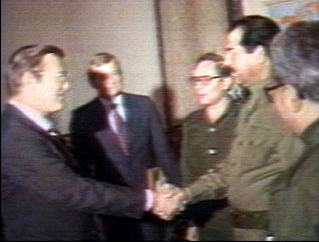
Saddam Hussein gặp Donald Rumsfeld, đây là giai đoạn Hoa Kỳ hỗ trợ tích cực cho ông để chống lại Iran

Iraq xâm lược Iran, bắt đầu với việc tấn công sân bay Mehrabad của Tehran và sau đó tiến vào vùng đất giàu dầu mỏ của Iran là Khuzestan, nơi cũng có một nhóm thiểu số Ả Rập khá lớn, vào ngày 22 tháng 9 năm 1980 và tuyên bố đây là một tỉnh mới của Iraq. Với sự hỗ trợ của các quốc gia Ả Rập, Hoa Kỳ và châu Âu, và được tài trợ mạnh mẽ từ các quốc gia Ả Rập ở Vịnh Ba Tư, Saddam Hussein đã trở thành "người bảo vệ thế giới Ả Rập" chống lại một Iran cách mạng. Ngoại lệ duy nhất là Liên Xô, người ban đầu từ chối cung cấp cho Iraq trên cơ sở trung lập trong cuộc xung đột, mặc dù trong hồi ký của mình, Mikhail Gorbachev tuyên bố rằng Leonid Brezhnev đã từ chối viện trợ Saddam vì tức giận việc Saddam đối xử với những người cộng sản Iraq. Do đó, nhiều người coi Iraq là "tác nhân của thế giới văn minh."  Sự coi thường trắng trợn luật pháp quốc tế và vi phạm biên giới quốc tế đã bị bỏ qua. Thay vào đó, Iraq nhận được sự hỗ trợ kinh tế và quân sự từ các đồng minh, những người đã bỏ qua việc Saddam sử dụng chiến tranh hóa học chống lại người Kurd và Iran, bên cạnh nỗ lực phát triển vũ khí hạt nhân của Iraq.
Trong những ngày đầu tiên của cuộc chiến, có nhiều trận giao tranh trên bộ xung quanh các cảng chiến lược khi Iraq mở cuộc tấn công vào Khuzestan. Sau khi đạt được một số thành tựu ban đầu, quân đội Iraq bắt đầu chịu tổn thất từ các cuộc tấn công bằng làn sóng người của Iran. Đến năm 1982, Iraq ở thế phòng thủ và tìm mọi cách để kết thúc chiến tranh.
Tại thời điểm này, Saddam đã yêu cầu các bộ trưởng của mình cho lời khuyên thẳng thắn. Bộ trưởng Y tế, Tiến sĩ Riyadh Ibrahim đề nghị Saddam tạm thời từ chức để thúc đẩy đàm phán hòa bình. Ban đầu, Saddam Hussein dường như đưa ra quan điểm này như một phần của nền dân chủ nội các của mình. Vài tuần sau, bác sĩ Ibrahim bị sa thải khi chịu trách nhiệm về một sự cố chết người tại một bệnh viện ở Iraq, nơi một bệnh nhân chết do tiêm nhầm nồng độ kali bổ sung vào tĩnh mạch.
Tiến sĩ Ibrahim bị bắt vài ngày sau khi ông bắt đầu cuộc sống mới với tư cách là một bộ trưởng bị sa thải. Ông được biết là đã công khai tuyên bố trước vụ bắt giữ đó rằng ông "vui mừng vì đã thoát chết." Những mảnh thi thể rời của Ibrahim đã được giao cho vợ ông vào ngày hôm sau.
Iraq nhanh chóng sa lầy vào một trong những cuộc chiến tranh tiêu hao lâu dài và hủy diệt nhất thế kỷ 20. Trong chiến tranh, Iraq đã sử dụng vũ khí hóa học chống lại các lực lượng Iran đang chiến đấu ở mặt trận phía nam và lực lượng ly khai người Kurd đang cố gắng mở mặt trận phía bắc ở Iraq với sự giúp đỡ của Iran. Những vũ khí hóa học này được Iraq phát triển từ nguyên liệu và công nghệ chủ yếu do các công ty Tây Đức cung cấp cũng như  sử dụng công nghệ lưỡng dụng được nhập khẩu sau khi chính quyền Reagan dỡ bỏ các hạn chế xuất khẩu. Hoa Kỳ cũng cung cấp cho Iraq "các bức ảnh vệ tinh cho thấy các đợt triển khai vũ khí của Iran."  Trong nỗ lực của Mỹ nhằm mở cửa quan hệ ngoại giao hoàn toàn với Iraq, quốc gia này đã bị Mỹ đưa ra khỏi danh sách Nhà nước Bảo trợ Khủng bố. Rõ ràng, điều này là do hồ sơ của chế độ đã được cải thiện, mặc dù cựu Trợ lý Bộ trưởng Quốc phòng Hoa Kỳ Noel Koch sau đó đã tuyên bố, “Không ai nghi ngờ gì về việc [người Iraq] tiếp tục tham gia khủng bố... Lý do thực sự là điều này đã giúp họ thành công trong cuộc chiến chống lại Iran. "  Liên Xô, Pháp và Trung Quốc cùng chiếm hơn 90% giá trị nhập khẩu vũ khí của Iraq từ năm 1980 đến năm 1988.
Saddam đã liên hệ với các chính phủ Ả Rập khác để được hỗ trợ tiền mặt và chính trị trong thời gian chiến tranh, đặc biệt là sau khi ngành công nghiệp dầu mỏ của Iraq bị thiệt hại nghiêm trọng dưới tay hải quân Iran ở Vịnh Ba Tư. Iraq đã giành được thành công một số viện trợ quân sự và tài chính, cũng như hỗ trợ ngoại giao và tinh thần, từ Liên Xô, Trung Quốc, Pháp và Hoa Kỳ, những nước cùng lo ngại về triển vọng mở rộng ảnh hưởng của Iran trong khu vực. Người Iran, yêu cầu cộng đồng quốc tế buộc Iraq phải bồi thường chiến tranh cho Iran, đã từ chối mọi đề nghị ngừng bắn. Bất chấp một số lời kêu gọi ngừng bắn của Hội đồng Bảo an Liên Hiệp quốc, các hành động thù địch vẫn tiếp diễn cho đến ngày 20 tháng 8 năm 1988.
Vào ngày 16 tháng 3 năm 1988, thị trấn Halabja của người Kurd đã bị tấn công bằng hỗn hợp khí mù tạt và chất độc thần kinh, giết chết 5.000 thường dân, và 10.000 người khác bị thương, biến dạng hoặc suy nhược nghiêm trọng. (xem Cuộc tấn công bằng khí độc Halabja)  Cuộc tấn công xảy ra cùng với Chiến dịch al-Anfal năm 1988 được thiết kế để khẳng định lại quyền kiểm soát trung tâm của phần lớn dân số người Kurd ở các khu vực phía bắc Iraq và đánh bại lực lượng nổi dậy peshmerga của người Kurd. Hoa Kỳ hiện vẫn cho rằng Saddam đã ra lệnh tấn công để khủng bố người Kurd ở miền bắc Iraq, nhưng chế độ của Saddam vào thời điểm đó tuyên bố rằng Iran phải chịu trách nhiệm cho cuộc tấn công . Tuyên bố này được một số quốc gia bao gồm cả Hoa Kỳ hỗ trợ cho đến vài năm sau đó.
Cuộc chiến tám năm đẫm máu này kết thúc trong bế tắc. Đã có hàng trăm ngàn người thương vong với ước tính lên đến một triệu người chết. Không bên nào đạt được những gì họ mong muốn ban đầu và các đường biên giới gần như không thay đổi. Khu vực phía nam, giàu dầu mỏ và thịnh vượng và khu vực Basra (trọng tâm chính của cuộc chiến, và là nguồn kinh tế chính của họ) gần như bị phá hủy hoàn toàn và bị bỏ lại ở biên giới trước năm 1979, trong khi Iran cố gắng kiếm được một số lợi nhuận nhỏ. biên giới của nó ở khu vực phía Bắc của người Kurd. Cả hai nền kinh tế của hai nước, trước đây lành mạnh và đang mở rộng, đều bị lụi tàn.
Saddam đã vay hàng chục tỷ đô la từ các quốc gia Ả Rập khác và một vài tỷ từ nơi khác trong những năm 1980 để chống lại Iran, chủ yếu là để ngăn chặn sự bành trướng của chủ nghĩa Hồi giáo cực đoan Shi'a. Tuy nhiên, điều này đã được chứng minh là phản tác dụng hoàn toàn đối với cả Iraq và một phần các quốc gia Ả Rập, vì Khomeini được nhiều người coi là anh hùng vì đã quản lý để bảo vệ Iran và duy trì cuộc chiến với ít sự hỗ trợ của nước ngoài chống lại Iraq được hậu thuẫn nặng nề và chỉ xoay sở để thúc đẩy chủ nghĩa cực đoan Hồi giáo không chỉ trong các quốc gia Ả Rập, mà trong chính Iraq, tạo ra căng thẳng mới giữa Đảng Ba'ath Sunni và đa số dân Shi'a. Đối mặt với việc xây dựng lại cơ sở hạ tầng của Iraq và sự phản kháng nội bộ, Saddam tuyệt vọng tìm kiếm tiền mặt lần nữa, lần này là để tái thiết sau chiến tranh.

### Chiến dịch Al-Anfal
Chiến dịch Al-Anfal là một chiến dịch diệt chủng  chống lại người Kurd (và nhiều người khác) ở các vùng người Kurd ở Iraq do chính phủ Saddam Hussein lãnh đạo và Ali Hassan al-Majid đứng đầu. Chiến dịch lấy tên từ chương 8 của Qur'anic (al-ʾanfāl), được sử dụng làm mật danh bởi chính quyền Ba'athist cũ của Iraq cho một loạt các cuộc tấn công chống lại phiến quân peshmerga và phần lớn là dân thường người Kurd ở vùng nông thôn miền Bắc. Iraq, được tiến hành từ năm 1986 đến năm 1989 mà đỉnh điểm là năm 1988. Chiến dịch này cũng nhắm vào người Shabaks và Yazidis, người Assyria, người Turkoman và người Mandeans và nhiều ngôi làng thuộc các nhóm dân tộc này cũng bị phá hủy. Tổ chức Theo dõi Nhân quyền ước tính có khoảng 50.000 đến 100.000 người đã thiệt mạng. Một số nguồn tin của người Kurd đưa ra con số cao hơn, ước tính rằng 182.000 người Kurd đã thiệt mạng.

### Căng thẳng với Kuwait
Chiến tranh với Iran kết thúc đã làm gia tăng căng thẳng tiềm ẩn giữa Iraq và nước láng giềng giàu có Kuwait. Saddam thúc giục Kuwait từ bỏ khoản nợ của Iraq tích lũy trong chiến tranh, vốn khoảng 30 tỷ USD, nhưng Kuwait từ chối.
Saddam thúc đẩy các nước xuất khẩu dầu tăng giá dầu bằng cách cắt giảm sản lượng; Tuy nhiên, Kuwait đã từ chối. Ngoài việc từ chối yêu cầu này, Kuwait còn dẫn đầu phe đối lập trong OPEC về việc cắt giảm mà Saddam đã yêu cầu. Kuwait đang bơm một lượng lớn dầu và do đó giữ giá ở mức thấp, khi Iraq cần bán dầu giá cao từ các giếng dầu của mình để trả một khoản nợ khổng lồ.
Saddam luôn lập luận rằng Kuwait trong lịch sử là một phần không thể tách rời của Iraq, và Kuwait chỉ ra đời nhờ các tác động của chủ nghĩa đế quốc Anh; điều này lặp lại niềm tin rằng những người theo chủ nghĩa dân tộc Iraq đã lên tiếng trong 50 năm qua. Niềm tin này là một trong số ít các tín điều của đức tin thống nhất chính trường trong một quốc gia đầy rẫy những chia rẽ xã hội, sắc tộc, tôn giáo và phân hóa hệ tư tưởng rõ rệt.
Mức độ dự trữ dầu của Kuwait cũng làm gia tăng căng thẳng trong khu vực. Trữ lượng dầu của Kuwait (với dân số 2 triệu bên cạnh 25 triệu của Iraq) gần bằng của Iraq. Tổng hợp lại, Iraq và Kuwait chiếm khoảng 20% trữ lượng dầu được biết đến của thế giới; như một bài báo so sánh, trong khi Ả Rập Xê Út nắm giữ 25%.
Saddam phàn nàn với Bộ Ngoại giao Hoa Kỳ rằng Kuwait đã khoan dầu từ các giếng mà Iraq cho là nằm trong biên giới tranh chấp với Kuwait. Saddam vẫn có một đội quân giàu kinh nghiệm và được trang bị tốt, mà ông dùng để gây ảnh hưởng đến các vấn đề khu vực. Sau đó, ông đã điều quân đến biên giới Iraq-Kuwait.

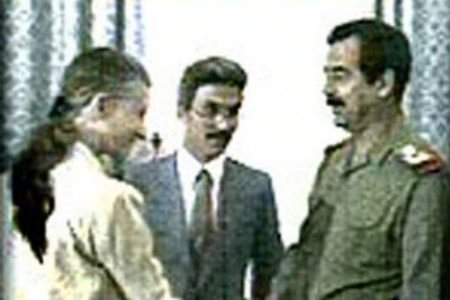
Đại sứ Hoa Kỳ tại Iraq April Glaspie gặp Saddam trong một cuộc họp khẩn cấp

Khi quan hệ Iraq-Kuwait nhanh chóng xấu đi, Saddam nhận được thông tin mâu thuẫn về cách Mỹ sẽ phản ứng với triển vọng một cuộc xâm lược. Đầu tiên, Washington đã thực hiện các biện pháp để vun đắp mối quan hệ mang tính xây dựng với Iraq trong khoảng một thập kỷ. Chính quyền Reagan đã cấp cho Iraq khoảng 4 tỷ USD tín dụng nông nghiệp để tăng cường chống lại Iran. Iraq của Saddam trở thành "nước nhận viện trợ lớn thứ ba của Mỹ".
Phản ứng trước những lời chỉ trích của phương Tây vào tháng 4 năm 1990, Saddam đe dọa sẽ tiêu diệt một nửa Israel bằng vũ khí hóa học nếu nước này tấn công Iraq. Vào tháng 5 năm 1990, ông chỉ trích sự ủng hộ của Hoa Kỳ đối với Israel và cảnh báo rằng "Hoa Kỳ không thể duy trì một chính sách như vậy trong khi tuyên bố tình hữu nghị đối với người Ả Rập."  Vào tháng 7 năm 1990, ông đe dọa vũ lực chống lại Kuwait và UAE rằng "Các chính sách của một số nhà cầm quyền Ả Rập là của Mỹ... Họ được Mỹ truyền cảm hứng để phá hoại lợi ích và an ninh của Ả Rập. "  Mỹ đã cử máy bay và tàu chiến đến Vịnh Ba Tư để đáp trả những mối đe dọa này.
Đại sứ Hoa Kỳ tại Iraq April Glaspie gặp Saddam trong một cuộc họp khẩn cấp vào ngày 25 tháng 7 năm 1990. Trong cuộc họp này nhà lãnh đạo Iraq công kích chính sách của Hoa Kỳ liên quan đến Kuwait và Các Tiểu vương quốc Ả Rập Thống nhất:
- Có ý nghĩa gì khi Mỹ nói rằng họ sẽ bảo vệ bạn bè của mình? Nó chỉ có thể là thành kiến với Iraq. Lập trường này cộng với các động thái và tuyên bố đã được đưa ra đã khuyến khích UAE và Kuwait coi thường các quyền của Iraq. Nếu bạn sử dụng áp lực, chúng tôi sẽ triển khai áp lực và lực lượng. Chúng tôi biết rằng bạn có thể làm hại chúng tôi mặc dù chúng tôi không đe dọa bạn. Nhưng chúng tôi cũng có thể làm hại bạn. Mọi người đều có thể gây hại tùy theo khả năng và quy mô của họ. Chúng tôi không thể đến tận nơi thăm bạn ở Hoa Kỳ, nhưng từng người Ả Rập có thể tiếp cận bạn. Chúng tôi không đặt nước Mỹ vào giữa những kẻ thù. Chúng tôi đặt nó ở nơi chúng tôi muốn bạn bè của chúng tôi và chúng tôi cố gắng trở thành bạn bè. Nhưng những tuyên bố lặp đi lặp lại của Mỹ vào năm ngoái cho thấy rõ rằng Mỹ không coi chúng tôi là bạn.[69]

Glaspie đáp lại:

Con tem của Iraq về Hội đồng Hợp tác Ả Rập (ACC), được thành lập năm 1989 bởi Saleh của (Bắc) Yemen, vua Hussein của Jordan, Saddam Hussein và Hosni Mubarak của Ai Cập

- Tôi biết bạn cần tiền. Chúng tôi hiểu điều đó và quan điểm của chúng tôi là bạn nên có cơ hội để xây dựng lại đất nước của mình. Nhưng chúng tôi không có ý kiến về xung đột Ả Rập-Ả Rập, như bất đồng biên giới của bạn với Kuwait.... Thành thật mà nói, chúng tôi chỉ có thể thấy rằng bạn đã triển khai quân đội lớn ở phía nam. Thông thường đó sẽ không phải là việc của chúng tôi. Nhưng khi điều này xảy ra trong bối cảnh của những gì bạn đã nói vào ngày quốc khánh của bạn, sau đó khi chúng tôi đọc chi tiết trong hai bức thư của Bộ trưởng Ngoại giao, sau đó khi chúng tôi thấy quan điểm của Iraq rằng các biện pháp của UAE và Kuwait là, trong phân tích cuối cùng, song song với hành động xâm lược quân sự chống lại Iraq, thì chúng tôi tỏ thái độ quan ngại là hợp lý.[69]

Saddam tuyên bố rằng ông sẽ cố gắng đàm phán lần cuối cùng với Kuwait nhưng Iraq "không chấp nhận cái chết."
Các quan chức Mỹ đã cố gắng duy trì một đường lối hòa giải với Iraq, cho thấy rằng trong khi George H. W. Bush và James Baker không muốn sử dụng vũ lực, họ sẽ không có bất kỳ lập trường nào trong tranh chấp ranh giới Iraq-Kuwait và không muốn can dự vào việc này.
Sau đó, Iraq và Kuwait đã gặp nhau trong một phiên đàm phán cuối cùng, nhưng thất bại. Saddam sau đó gửi quân vào Kuwait. Khi căng thẳng giữa Washington và Saddam bắt đầu leo thang, Liên Xô, dưới thời Mikhail Gorbachev, đã củng cố mối quan hệ quân sự với nhà lãnh đạo Iraq, cung cấp cho ông ta các cố vấn quân sự, vũ khí và viện trợ.

## Chiến tranh Vùng Vịnh
Vào ngày 2 tháng 8 năm 1990, Saddam xâm lược Kuwait, ban đầu tuyên bố hỗ trợ "những người cách mạng Kuwait", do đó làm bùng lên một cuộc khủng hoảng quốc tế. Vào ngày 4 tháng 8, một " Chính phủ lâm thời Kuwait tự do " do Iraq hậu thuẫn đã được tuyên bố, nhưng sự thiếu vắng hoàn toàn tính hợp pháp và sự ủng hộ đối với nó đã dẫn đến một thông báo ngày 8 tháng 8 về việc "sáp nhập" hai nước. Vào ngày 28 tháng 8 Kuwait chính thức trở thành tỉnh thứ 19 của Iraq. Chỉ hai năm sau khi Iraq và Iran đình chiến năm 1988, "Saddam Hussein đã làm những gì mà những người bảo trợ vùng Vịnh trước đó đã trả tiền để ngăn cản". Sau khi loại bỏ mối đe dọa của chủ nghĩa chính thống Iran, ông "chế ngự Kuwait và đối đầu với các nước láng giềng vùng Vịnh nhân danh chủ nghĩa dân tộc Ả Rập và Hồi giáo."
Sau này, khi được hỏi tại sao lại xâm lược Kuwait, Saddam đầu tiên nói rằng đó là vì Kuwait đúng là tỉnh thứ 19 của Iraq và sau đó nói rằng "Khi tôi nhận ra điều gì đó, tôi sẽ hành động. Đó là cách thức của tôi. "  Sau khi Saddam chiếm Kuwait vào tháng 8 năm 1990, một liên minh của Liên Hợp Quốc do Hoa Kỳ dẫn đầu đã xua quân của Iraq khỏi Kuwait vào tháng 2 năm 1991. Khả năng Saddam Hussein theo đuổi hành động xâm lược quân sự như vậy là do "cỗ máy quân sự được trả một phần lớn bằng hàng chục tỷ USD mà Kuwait và các quốc gia vùng Vịnh đã đổ vào Iraq và vũ khí và công nghệ do Liên Xô, Đức và Pháp cung cấp."
Không lâu trước khi xâm lược Kuwait, Saddam đã vận chuyển 100 chiếc xe Mercedes 200 Series mới cho các biên tập viên hàng đầu ở Ai Cập và Jordan. Hai ngày trước khi các cuộc tấn công đầu tiên xảy ra, Saddam được cho là đã đề nghị tặng cho Hosni Mubarak của Ai Cập 50 triệu đô la tiền mặt, "bề ngoài là để đổi lấy lúa mạch".
Tổng thống Mỹ George H. W. Bush đã đáp trả thận trọng trong vài ngày đầu tiên. Một mặt, Kuwait, trước thời điểm bị xâm lược, là kẻ thù của Israel và là nước quân chủ vùng Vịnh Ba Tư có quan hệ thân thiện nhất với Liên Xô. Mặt khác, các nhà hoạch định chính sách đối ngoại của Washington, cùng với các chuyên gia Trung Đông, các nhà phê bình quân sự và các công ty đầu tư nhiều vào khu vực, cực kỳ quan tâm đến sự ổn định ở khu vực này. Cuộc xâm lược ngay lập tức gây ra lo ngại rằng giá dầu thế giới, và do đó quyền kiểm soát nền kinh tế thế giới, đang bị đe dọa. Anh thu lợi rất nhiều từ hàng tỷ đô la đầu tư vào Kuwait và tiền gửi ngân hàng tại đó. Bush có lẽ đã bị chao đảo khi gặp gỡ thủ tướng Anh Margaret Thatcher, người tình cờ đang ở Mỹ vào thời điểm đó.
Sự hợp tác giữa Hoa Kỳ và Liên Xô có khả năng thông qua các nghị quyết trong Hội đồng Bảo an Liên hợp quốc cho Iraq thời hạn phải rút khỏi Kuwait và chấp thuận việc sử dụng vũ lực nếu Saddam không tuân thủ thời gian biểu được đưa ra. Các quan chức Mỹ lo ngại sự trả đũa của Iraq đối với Ả Rập Saudi giàu dầu mỏ, từ những năm 1940, một đồng minh thân cận của Washington, vì sự phản đối của Saudi đối với cuộc xâm lược Kuwait. Theo đó, Mỹ và một nhóm đồng minh, bao gồm các quốc gia đa dạng như Ai Cập, Syria và Tiệp Khắc, đã triển khai một số lượng lớn quân dọc theo biên giới Ả Rập Xê Út với Kuwait và Iraq để bao vây quân đội Iraq, lực lượng quân sự lớn nhất ở Trung Đông.
Các sĩ quan dưới quyền Saddam đã cướp phá Kuwait, gỡ cả đá cẩm thạch khỏi các cung điện nước này để chuyển nó đến cung điện của Saddam.
Trong giai đoạn đàm phán và đe dọa sau cuộc xâm lược, Saddam tập trung chú ý mới vào vấn đề Palestine bằng cách hứa sẽ rút lực lượng khỏi Kuwait nếu Israel từ bỏ các vùng lãnh thổ bị chiếm đóng ở Bờ Tây, Cao nguyên Golan và Dải Gaza. Đề xuất của Saddam tiếp tục chia rẽ thế giới Ả Rập, khiến các quốc gia Ả Rập do Mỹ và phương Tây ủng hộ chống lại người Palestine. Các đồng minh cuối cùng đã bác bỏ bất kỳ mối liên hệ nào giữa cuộc khủng hoảng Kuwait và các vấn đề Palestine.
Saddam đã phớt lờ thời hạn của Hội đồng Bảo an LHQ. Được sự hậu thuẫn của Hội đồng Bảo an, một liên minh do Hoa Kỳ dẫn đầu đã tiến hành các cuộc tấn công tên lửa và trên không vào Iraq, bắt đầu từ ngày 16 tháng 1 năm 1991. Israel, mặc dù bị tấn công bằng tên lửa của Iraq, đã hạn chế trả đũa để không kích động các quốc gia Ả Rập rời bỏ liên minh. Một lực lượng mặt đất bao gồm phần lớn các sư đoàn thiết giáp và bộ binh của Mỹ và Anh đã đẩy quân đội của Saddam khỏi Kuwait vào tháng 2 năm 1991 và chiếm đóng phần phía nam của Iraq cho đến tận sông Euphrates.
Vào ngày 6 tháng 3 năm 1991, Bush ra tuyên bố "Những gì đang bị đe dọa không chỉ là một quốc gia nhỏ, đó là một ý tưởng lớn - một trật tự thế giới mới, nơi các quốc gia đa dạng được tập hợp lại vì mục tiêu chung để đạt được nguyện vọng chung của nhân loại: hòa bình và an ninh, tự do và pháp quyền. "
Cuối cùng, quân đội Iraq với quân số ít ỏi và thiếu trang bị đã tỏ ra không thể cạnh tranh trên chiến trường với lực lượng trên bộ của liên quân các nước, vốn cơ động cao và có sự yểm trợ trên không quá mạnh. Khoảng 175.000 người Iraq đã bị bắt làm tù binh và thương vong ước tính hơn 85.000 người. Là một phần của thỏa thuận ngừng bắn, Iraq đồng ý loại bỏ tất cả khí độc và vũ khí vi trùng, đồng thời cho phép các quan sát viên của Liên Hợp Quốc kiểm tra các địa điểm. Các lệnh trừng phạt thương mại của Liên Hợp Quốc sẽ vẫn có hiệu lực cho đến khi Iraq tuân thủ tất cả các điều khoản. Saddam công khai tuyên bố chiến thắng khi kết thúc cuộc chiến.

## Thời kỳ hậu chiến tranh vùng Vịnh

Saddam phát biểu trên đài truyền hình nhà nước, vào tháng 1 năm 2001

Sự chia rẽ sắc tộc và tôn giáo của Iraq, cùng với sự tàn khốc của cuộc xung đột mà điều này gây ra, đã đặt cơ sở cho các cuộc nổi dậy sau chiến tranh. Hậu quả của cuộc giao tranh, bất ổn xã hội và sắc tộc giữa những người Hồi giáo dòng Shi'a, người Kurd, và các đơn vị quân đội bất đồng chính kiến đã đe dọa sự ổn định của chính phủ Saddam. Các cuộc nổi dậy đã nổ ra ở miền bắc người Kurd và người Shi'a ở miền nam và miền trung của Iraq, nhưng bị đàn áp tàn nhẫn. Các cuộc nổi dậy vào năm 1991 đã dẫn đến cái chết của 100.000–180.000 người, chủ yếu là dân thường.
Hoa Kỳ, quốc gia đã thúc giục người Iraq nổi dậy chống lại Saddam, đã không làm gì để hỗ trợ các cuộc nổi dậy. Người Iran, bất chấp các cuộc nổi dậy lan rộng của người Shi'a, không quan tâm đến việc kích động một cuộc chiến tranh khác, trong khi Thổ Nhĩ Kỳ phản đối bất kỳ triển vọng độc lập nào của người Kurd, còn Saudi và các quốc gia Ả Rập bảo thủ khác lo sợ về một cuộc cách mạng Shi'ite kiểu Iran. Saddam, đã sống sót sau cuộc khủng hoảng ngay sau thất bại, đã được giữ lại quyền kiểm soát vững chắc đối với Iraq, mặc dù quốc gia này chưa bao giờ phục hồi cả về kinh tế và quân sự sau Chiến tranh vùng Vịnh.
Saddam thường xuyên trích dẫn sự sống sót của mình như một "bằng chứng" rằng Iraq trên thực tế đã chiến thắng trong cuộc chiến chống Mỹ. Thông điệp này khiến Saddam được nhiều người biết đến ở nhiều khu vực của thế giới Ả Rập. John Esposito, tuy nhiên, tuyên bố rằng "Người Ả Rập và người Hồi giáo đã bị kéo ra theo hai hướng. Họ không tập trung nhiều vào Saddam Hussein về bản chất lưỡng cực của cuộc đối đầu (phương Tây so với thế giới Hồi giáo Ả Rập) và các vấn đề mà Saddam tuyên bố: sự thống nhất của Ả Rập, tự cung tự cấp và công bằng xã hội. " Kết quả là, Saddam Hussein đã lôi kéo được nhiều người vì cùng những lý do thu hút ngày càng nhiều người theo chủ nghĩa phục hưng Hồi giáo và cũng vì những lý do tương tự đã thúc đẩy cảm xúc chống phương Tây.
Như một nhà quan sát Hồi giáo Hoa Kỳ lưu ý: “Mọi người quên mất hồ sơ của Saddam và tập trung vào nước Mỹ... Saddam Hussein có thể sai, nhưng không phải Mỹ mới là người sửa đổi ông ta. " Do đó, có thể thấy rõ một sự thay đổi giữa nhiều phong trào Hồi giáo trong thời kỳ hậu chiến "từ sự bác bỏ tư tưởng Hồi giáo ban đầu của Saddam Hussein, kẻ bức hại thế tục các phong trào Hồi giáo, và cuộc xâm lược Kuwait của ông ta đến một người Ả Rập dân tộc chủ nghĩa dân túy hơn, chống đế quốc ủng hộ Saddam (hay chính xác hơn là những vấn đề mà ông ấy đại diện hoặc ủng hộ) và lên án sự can thiệp và chiếm đóng của nước ngoài."
Do đó, Saddam ngày càng thể hiện mình là một tín đồ Hồi giáo sùng đạo, trong nỗ lực hợp tác hóa các thành phần tôn giáo bảo thủ trong xã hội. Một số yếu tố của luật Sharia đã được giới thiệu trở lại, và cụm từ nghi lễ "Allahu Akbar" ("Chúa trời vĩ đại"), bằng chữ viết tay của Saddam, đã được thêm vào quốc kỳ Iraq. Saddam cũng ủy thác việc sản xuất "Kinh Qur'an máu", được viết bằng 27 lít máu của chính mình, để cảm ơn Chúa trời đã cứu ông khỏi nhiều nguy hiểm và âm mưu khác nhau.

### Quan hệ quốc tế và các biện pháp trừng phạt đối với Iraq
Các lệnh trừng phạt của Liên Hợp Quốc đối với Iraq khi nước này xâm lược Kuwait đã không được dỡ bỏ, ngăn chặn hoạt động xuất khẩu dầu của Iraq. Vào cuối những năm 1990, Liên Hợp Quốc đã cân nhắc việc nới lỏng các lệnh trừng phạt do những người dân Iraq bình thường phải gánh chịu những khó khăn. Các nghiên cứu tranh cãi về số người chết ở miền nam và miền trung Iraq trong những năm Iraq bị cấm vận. Vào ngày 9 tháng 12 năm 1996, chính phủ của Saddam đã chấp nhận Chương trình đổi dầu lấy lương thực mà Liên Hợp Quốc đưa ra lần đầu tiên vào năm 1992.

Saddam Hussein năm 1996

Quan hệ giữa Hoa Kỳ và Iraq vẫn căng thẳng sau Chiến tranh vùng Vịnh. Mỹ đã tiến hành một cuộc tấn công tên lửa nhằm vào trụ sở tình báo của Iraq ở Baghdad ngày 26 tháng 6 năm 1993, viện dẫn bằng chứng về việc Iraq vi phạm nhiều lần "vùng cấm bay" được áp đặt sau Chiến tranh vùng Vịnh và để xâm nhập Kuwait. Các quan chức Mỹ tiếp tục cáo buộc Saddam vi phạm các điều khoản ngừng bắn của Chiến tranh vùng Vịnh, bằng cách phát triển vũ khí hủy diệt hàng loạt và các loại vũ khí bị cấm khác, đồng thời vi phạm các lệnh trừng phạt do Liên hợp quốc áp đặt. Cũng trong những năm 1990, Tổng thống Bill Clinton duy trì các biện pháp trừng phạt và ra lệnh không kích ở "vùng cấm bay của Iraq" (Chiến dịch Cáo sa mạc), với hy vọng Saddam sẽ bị lật đổ bởi những kẻ thù chính trị bên trong Iraq. Các cáo buộc của phương Tây về việc Iraq phản kháng lại việc LHQ tiếp cận các vũ khí bị nghi ngờ là lý do cho các cuộc khủng hoảng từ năm 1997 đến 1998, với đỉnh điểm là các cuộc tấn công tên lửa của Mỹ và Anh vào Iraq, ngày 16–19 tháng 12 năm 1998. Sau hai năm hoạt động gián đoạn, máy bay chiến đấu của Mỹ và Anh đã tấn công mạnh hơn vào các địa điểm gần Baghdad vào tháng 2 năm 2001. Cựu nhân viên CIA Robert Baer báo cáo rằng ông đã "cố gắng ám sát" Saddam vào năm 1995, trong bối cảnh "nỗ lực kéo dài hàng thập kỷ để kích động một cuộc đảo chính quân sự ở Iraq."
Saddam tiếp tục tham gia chính trị ở nước ngoài. Các đoạn băng ghi hình được lấy lại sau cuộc họp của các lãnh đạo tình báo của ông với các nhà báo Ả Rập, trong đó có cuộc gặp với cựu giám đốc điều hành của Al-Jazeera, Mohammed Jassem al-Ali, vào năm 2000. Trong video, con trai của Saddam, Uday, khuyên al-Ali về việc thuê người ở Al-Jazeera: "Trong chuyến thăm cuối cùng của bạn ở đây cùng với các đồng nghiệp của bạn, chúng tôi đã nói về một số vấn đề và có vẻ như bạn đã thực sự lắng nghe những gì tôi nói kể từ đó những thay đổi đã diễn ra và những gương mặt mới đã xuất hiện trên tàu, chẳng hạn như chàng trai đó, Mansour. " Sau đó ông bị Al-Jazeera sa thải.
Năm 2002, các công tố viên Áo đã điều tra các giao dịch của chính phủ Saddam với Fritz Edlinger có thể vi phạm các quy định cấm vận và rửa tiền của Áo. Fritz Edlinger, chủ tịch của Tổng thư ký Hiệp hội Quan hệ Áo-Ả Rập (GÖAB) và là cựu thành viên của Ủy ban Trung Đông của Quốc tế Xã hội Chủ nghĩa, là người thẳng thắn ủng hộ Saddam Hussein. Năm 2005, một nhà báo người Áo tiết lộ rằng GÖAB của Fritz Edlinger đã nhận được 100.000 đô la từ một công ty bình phong của Iraq cũng như các khoản tài trợ từ các công ty Áo đang mời gọi kinh doanh ở Iraq.
Năm 2002, một nghị quyết do Liên minh Châu Âu bảo trợ đã được Ủy ban Nhân quyền thông qua, trong đó tuyên bố rằng cuộc khủng hoảng nhân quyền ở Iraq không có sự cải thiện nào. Tuyên bố lên án chính phủ của Tổng thống Saddam Hussein vì "vi phạm có hệ thống, phổ biến và cực kỳ nghiêm trọng đối với nhân quyền và luật nhân đạo quốc tế." Nghị quyết yêu cầu Iraq ngay lập tức chấm dứt "các vụ hành quyết tóm tắt và tùy tiện... sử dụng cưỡng hiếp như một công cụ chính trị và tất cả các vụ mất tích không tự nguyện xảy ra."

## Xâm lược Iraq năm 2003

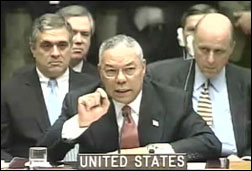
Ngoại trưởng Mỹ Colin Powell giơ ra chiếc lọ chứa thứ mà ông gọi là vũ khí hủy diệt hàng loạt của Iraq tại trụ sở Liên Hợp quốc ngày 5/2/2003, tạo cớ cho Hoa Kỳ tấn công Iraq sau đó 1 tháng.

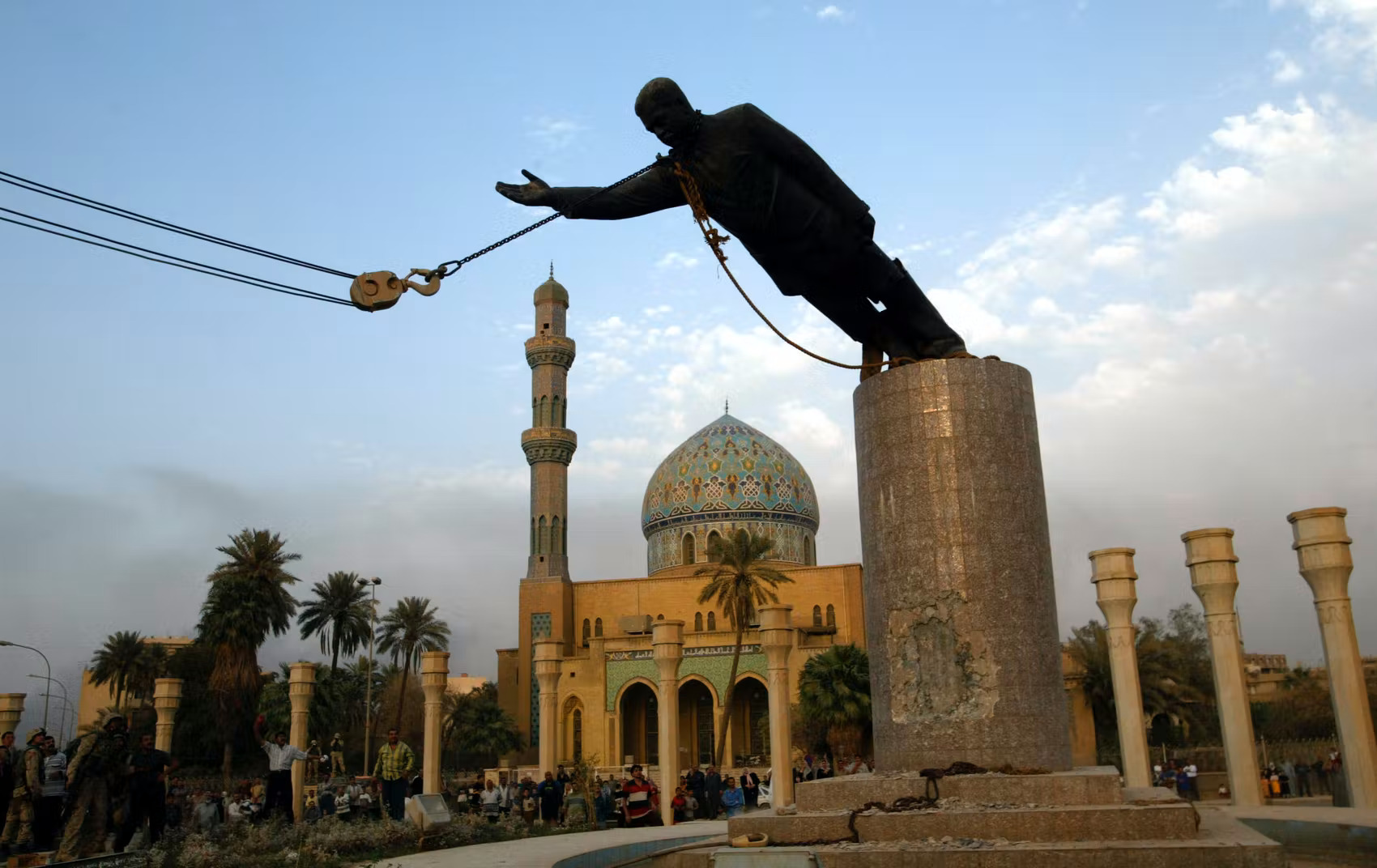
Tượng Saddam bị kéo đổ ở Quảng trường Firdos sau cuộc xâm lược

Nhiều thành viên của cộng đồng quốc tế, đặc biệt là Hoa Kỳ, tiếp tục coi Saddam là một bạo chúa hung hãn, là mối đe dọa đối với sự ổn định của khu vực. Trong bài phát biểu về công đoàn vào tháng 1 năm 2002 trước Quốc hội, Tổng thống George W. Bush đã nói về một " trục ma quỷ " bao gồm Iran, Triều Tiên và Iraq. Hơn nữa, Bush tuyên bố rằng ông có thể sẽ hành động để lật đổ chính phủ Iraq, vì mối đe dọa về vũ khí hủy diệt hàng loạt của họ. Bush tuyên bố rằng "Chế độ Iraq đã âm mưu phát triển bệnh than, khí độc thần kinh và vũ khí hạt nhân trong hơn một thập kỷ ... Iraq tiếp tục thể hiện thái độ thù địch với Mỹ và ủng hộ khủng bố ".
Sau khi Nghị quyết 1441 của Hội đồng Bảo an Liên hợp quốc thông qua, trong đó yêu cầu Iraq "hợp tác ngay lập tức, vô điều kiện và tích cực" với các cuộc thanh tra của LHQ và IAEA, Saddam cho phép các thanh sát viên vũ khí của LHQ do Hans Blix dẫn đầu trở lại Iraq. Trong các đợt kiểm tra mới bắt đầu vào tháng 11 năm 2002, Blix không tìm thấy kho dự trữ WMD và ghi nhận sự hợp tác "chủ động" nhưng không phải lúc nào cũng "ngay lập tức" của Iraq như Nghị quyết 1441 đã kêu gọi.
Khi chiến tranh vẫn còn rình rập vào ngày 24 tháng 2 năm 2003, Saddam Hussein đã tham gia một cuộc phỏng vấn với phóng viên Dan Rather của CBS News. Nói chuyện trong hơn ba giờ, Hussein phủ nhận sở hữu bất kỳ vũ khí hủy diệt hàng loạt nào, hoặc bất kỳ loại vũ khí nào khác bị cấm theo hướng dẫn của Liên Hợp Quốc. Ông cũng bày tỏ mong muốn có một cuộc tranh luận trên truyền hình trực tiếp với George W. Bush, nhưng đã bị từ chối. Đó là cuộc phỏng vấn đầu tiên của ông với một phóng viên Hoa Kỳ trong hơn một thập kỷ. CBS đã phát sóng cuộc phỏng vấn được ghi hình vào cuối tuần đó. Saddam Hussein sau đó nói với một người phỏng vấn FBI rằng ông từng để ngỏ khả năng Iraq sở hữu vũ khí hủy diệt hàng loạt để tỏ ra mạnh mẽ chống lại Iran.
Chính phủ và quân đội Iraq sụp đổ trong vòng ba tuần sau khi bắt đầu cuộc xâm lược Iraq năm 2003 do Mỹ dẫn đầu vào ngày 20 tháng 3. Đến đầu tháng 4, các lực lượng do Mỹ dẫn đầu đã chiếm phần lớn lãnh thổ Iraq. Sự kháng cự của Quân đội Iraq đã suy yếu nhiều hoặc đã sụp đổ hoặc chuyển sang chiến thuật du kích, và có vẻ như Saddam đã mất quyền kiểm soát Iraq. Người ta nhìn thấy Saddam lần cuối trong một video có mục đích cho thấy ông đang ở vùng ngoại ô Baghdad được bao quanh bởi những người ủng hộ. Khi Baghdad rơi vào tay các lực lượng do Hoa Kỳ dẫn đầu vào ngày 9 tháng 4, được đánh dấu một cách tượng trưng bằng vụ lật đổ bức tượng của ông, Saddam đã biến mất.
Năm 2015, Thủ tướng Anh Tony Blair trong cuộc phỏng vấn với CNN đã thừa nhận các báo cáo về vũ khí hủy diệt hàng loạt tại Iraq là sai sự thật. Tuy nhiên ông này tỏ ra không hề tiếc nuối khi đã đem quân lật đổ Saddam. Vì những điều này mà nhiều người coi Chiến tranh Iraq 2003 thực chất là 1 cuộc chiến vì dầu mỏ, trong đó Mỹ-Anh muốn dựng lên 1 chính phủ thân phương Tây để mở cửa cho các công ty Mỹ và Anh vào khai thác nguồn tài nguyên dầu khí phong phú của Iraq. Dù không tìm thấy vũ khí hủy diệt hàng loạt, cũng không có ai ở Mỹ-Anh phải chịu trách nhiệm hay bị xử lý vì những thông tin sai và vô căn cứ cả, tất cả đều "vô can". Chỉ có một thực tế: Chủ quyền Iraq bị xâm phạm, Tổng thống nước này bị lật đổ và xử tử, còn người dân Iraq thì phải hứng chịu bao khổ đau do chiến tranh gây ra

## Bị bắt và xét xử

### Bị bắt và giam giữ

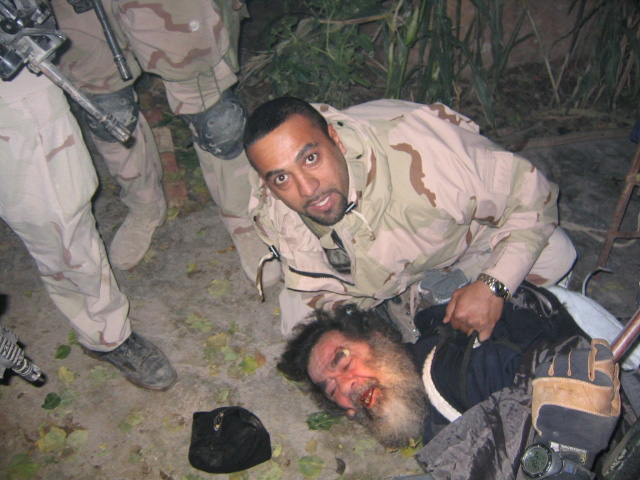
Saddam bị lính Mỹ phát hiện và thẩm vấn, tháng 12 năm 2003

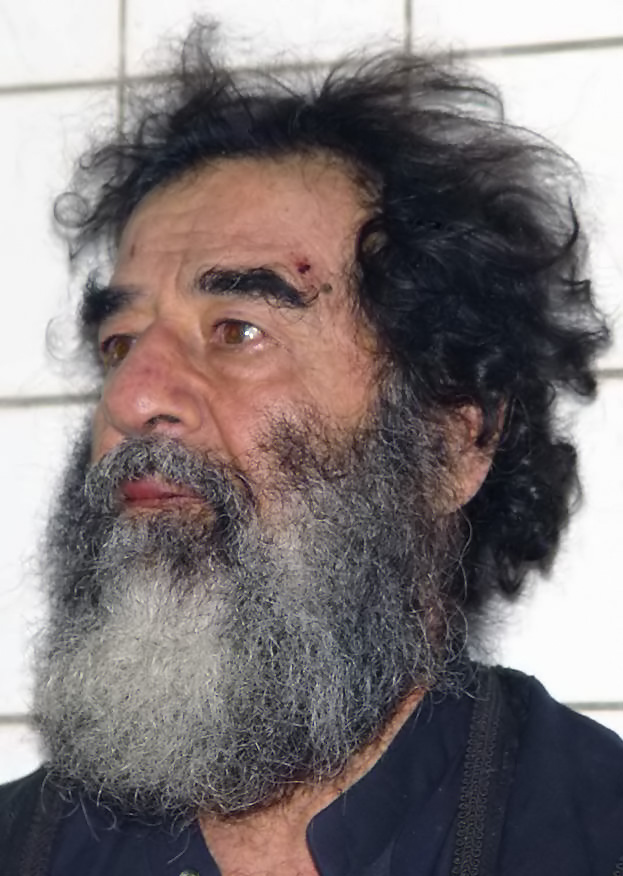
Saddam Hussein ngay sau khi bị bắt

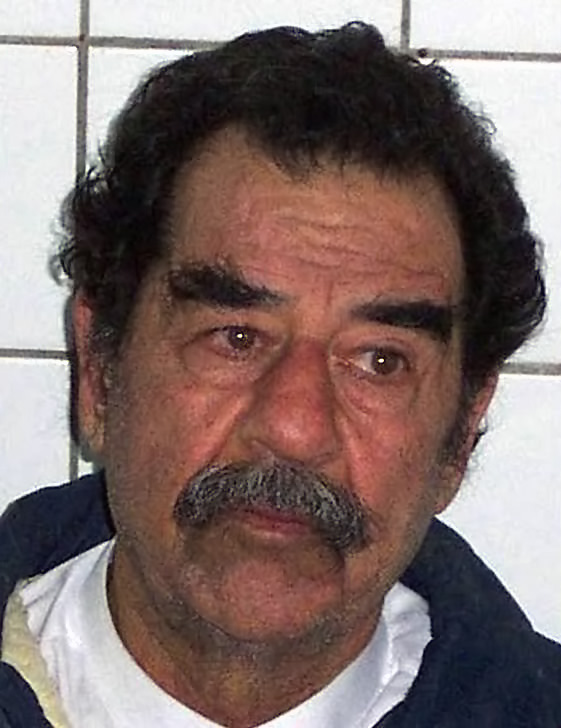
Hussein sau khi bị bắt và cạo râu để xác nhận danh tính

Vào tháng 4 năm 2003, tung tích của Saddam vẫn chưa được tìm ra trong suốt những tuần sau khi Baghdad thất thủ và kết thúc cuộc giao tranh lớn của cuộc chiến. Nhiều người nhìn thấy Saddam và đã có báo cáo trong những tuần sau chiến tranh, nhưng không tin nào được xác thực. Vào nhiều thời điểm khác nhau, Saddam đã phát hành các đoạn băng ghi âm cổ vũ sự phản kháng của người dân đối với việc ông bị lật đổ.
Saddam được xếp đứng đầu " danh sách của Hoa Kỳ về những người Iraq bị truy nã gắt gao nhất." Vào tháng 7 năm 2003, các con trai của ông là Uday và Qusay và cháu trai 14 tuổi Mustapha của ông đã thiệt mạng trong một cuộc đấu súng kéo dài ba giờ với lực lượng Hoa Kỳ.
Vào ngày 13 tháng 12 năm 2003, trong Chiến dịch Bình minh Đỏ, Saddam Hussein bị quân Mỹ bắt sau khi bị phát hiện trốn trong một cái hố trên mặt đất gần một trang trại ở ad-Dawr, gần Tikrit. Sau khi bị bắt, Saddam được đưa đến một căn cứ của Mỹ gần Tikrit, và sau đó được đưa đến căn cứ của Mỹ gần Baghdad. Các tài liệu do Cơ quan Lưu trữ An ninh Quốc gia thu được và công bố chi tiết các cuộc phỏng vấn và trò chuyện của FBI với Hussein trong thời gian ông bị giam giữ ở Mỹ. Vào ngày 14 tháng 12, quản trị viên Hoa Kỳ tại Iraq Paul Bremer xác nhận rằng Saddam Hussein thực sự đã bị bắt tại một trang trại ở Ad-Dawr gần Tikrit. Bremer đưa ra đoạn phim ghi lại cảnh Saddam bị giam giữ.
Saddam xuất hiện trong đoạn phim với đầy đủ râu và tóc dài hơn vẻ ngoài quen thuộc. Ông được giới chức Mỹ mô tả là có sức khỏe tốt. Bremer báo cáo kế hoạch đưa Saddam ra xét xử, nhưng tuyên bố rằng các chi tiết của phiên tòa như vậy vẫn chưa được xác định. Những người Iraq và người Mỹ đã nói chuyện với Saddam sau khi ông bị bắt thường báo cáo rằng ông vẫn tự tin, tự mô tả mình là một nhà lãnh đạo "kiên định, nhưng công bằng."
Tờ báo lá cải The Sun của Anh đã đăng bức ảnh Saddam mặc quần sịp trắng trên trang bìa báo. Các bức ảnh khác bên trong tờ báo cho thấy Saddam đang giặt quần dài, mặc quần áo và ngủ. Chính phủ Hoa Kỳ tuyên bố rằng họ coi việc phát hành các bức ảnh là vi phạm Công ước Geneva và sẽ điều tra các bức ảnh. Trong giai đoạn này, Saddam bị đặc vụ FBI George Piro thẩm vấn.
Các lính canh tại cơ sở giam giữ Baghdad gọi tù nhân của họ là "Vic", viết tắt của từ 'Tội phạm rất quan trọng', và để Saddam trồng một khu vườn nhỏ gần phòng giam của mình. Biệt danh và khu vườn là một trong những chi tiết về cựu lãnh đạo Iraq xuất hiện trong chuyến công du vào tháng 3 năm 2008 đến nhà tù và phòng giam ở Baghdad, nơi Saddam ngủ, tắm, viết nhật ký và làm thơ trong những ngày cuối cùng trước khi bị hành quyết; ông quan tâm đến việc đảm bảo di sản của mình và lịch sử sẽ được kể lại như thế nào. Chuyến tham quan do Thiếu tá Thủy quân Lục chiến Hoa Kỳ thực hiện. Gen. Doug Stone, người giám sát các hoạt động giam giữ của quân đội Mỹ ở Iraq vào thời điểm đó.

### Ra tòa

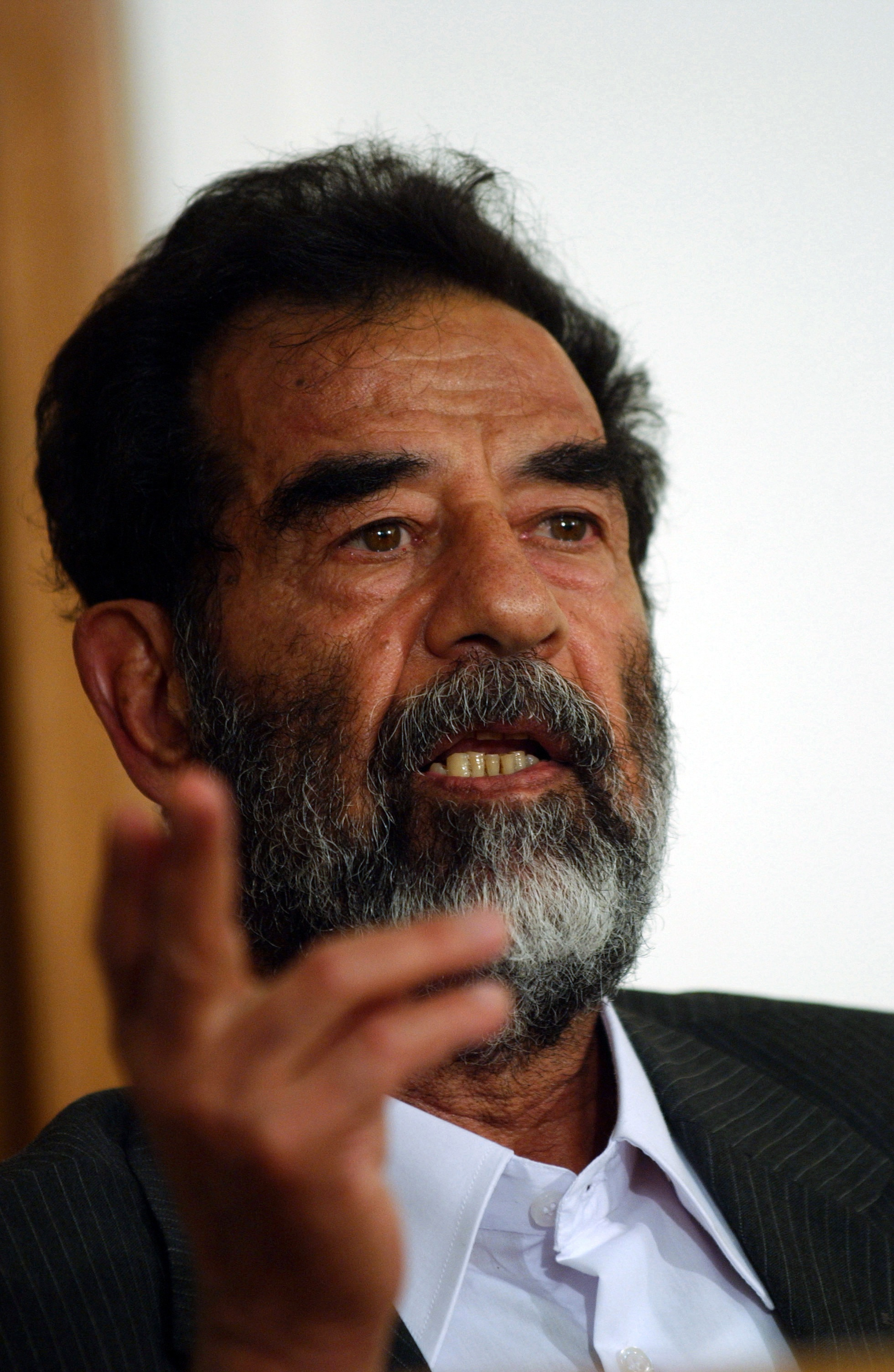
Saddam phát biểu trước tòa

Vào ngày 30 tháng 6 năm 2004, Saddam Hussein, bị quân đội Hoa Kỳ giam giữ tại căn cứ Hoa Kỳ " Trại Cropper," cùng với 11 thủ lĩnh cấp cao khác của Ba'athist, đã được giao cho chính phủ lâm thời Iraq để hầu tòa vì tội ác chống lại loài người và các tội khác.
Vài tuần sau, ông bị Tòa án đặc biệt Iraq buộc tội với những tội ác chống lại cư dân của Dujail vào năm 1982, sau một vụ ám sát bất thành nhằm vào ông. Các cáo buộc cụ thể bao gồm giết 148 người, tra tấn phụ nữ và trẻ em và bắt giữ trái phép 399 người khác. Saddam và các luật sư đã thách thức phiên tòa với các nội dung:
- Saddam và các luật sư của ông ta chống lại quyền lực của tòa án và khẳng định rằng ông ta vẫn là Tổng thống Iraq.[105]
- Các vụ ám sát và âm mưu ám sát một số luật sư của Saddam.
- Việc thay thế Chánh án phiên tòa giữa chừng.

Ngày 5 tháng 11 năm 2006, Saddam Hussein bị kết tội chống lại loài người và bị kết án tử hình bằng cách treo cổ. Anh trai cùng cha khác mẹ của Saddam, Barzan Ibrahim và Awad Hamed al-Bandar, người đứng đầu Tòa án Cách mạng Iraq năm 1982, cũng bị kết án với tội danh tương tự. Kết luận của tòa và bản án tử hình đều bị kháng cáo, nhưng sau đó được Tòa phúc thẩm tối cao Iraq giữ nguyên nội dung.

## Tử hình
Saddam đã bị treo cổ vào ngày đầu tiên của Eid ul-Adha, ngày 30 tháng 12 năm 2006, bất chấp mong muốn của ông được thực hiện bằng cách xử bắn (mà ông cho là hình phạt tử hình hợp pháp của quân đội với lý do quân đội của ông là tổng tư lệnh của Iraq quân đội). Vụ hành quyết được thực hiện tại Camp Justice, một căn cứ quân sự của Iraq ở Kadhimiya, một vùng lân cận phía đông bắc Baghdad.
Ả Rập Xê-út lên án chính quyền Iraq vì đã tiến hành vụ hành quyết vào một ngày thánh lễ. Một người dẫn chương trình từ đài truyền hình Al-Ikhbariya chính thức tuyên bố “Có một cảm giác ngạc nhiên và không tán thành rằng phán quyết đã được áp dụng trong những tháng lễ thánh và những ngày đầu tiên của lễ Eid al-Adha. Các nhà lãnh đạo của các quốc gia Hồi giáo nên thể hiện sự tôn trọng đối với dịp may mắn này... không nên hạ thấp nó."
Video về vụ hành quyết được ghi lại trên điện thoại di động và người xem có thể nghe thấy tiếng xúc phạm Saddam từ những kẻ bắt giữ ông. Đoạn video này đã bị rò rỉ lên các phương tiện truyền thông điện tử và được đăng tải trên Internet trong vòng vài giờ, trở thành chủ đề tranh cãi toàn cầu. Sau đó, người đứng đầu bảo vệ ngôi mộ nơi hài cốt của ông ta khẳng định rằng thi thể của Saddam đã bị đâm sáu nhát sau vụ hành quyết. Hai nhân chứng, Thẩm phán Munir Haddad và cố vấn an ninh quốc gia Iraq Mowaffak al-Rubaie, đã thảo luận về thái độ của Saddam khi bị đưa lên giá treo cổ. Lời kể của hai nhân chứng trái ngược nhau vì Haddad mô tả Saddam là người mạnh mẽ trong những giây phút cuối cùng trong khi al-Rubaie nói Saddam rõ ràng là sợ hãi.
Những lời cuối cùng của Saddam trong cuộc hành quyết, "Cầu xin phước lành của Chúa sẽ đến với Muhammad và gia đình của ông. Và cầu Chúa mau chóng xuất hiện và nguyền rủa kẻ thù của họ. " Sau đó, một người trong đám đông liên tục nói tên của giáo sĩ dòng Shiite người Iraq, Moqtada Al-Sadr. Saddam sau đó nói, "Bạn có coi đây là con người không?" Đám đông hét lên, "đi xuống Địa ngục đi." Saddam trả lời: “Đó là Iraq! ? " Một lần nữa, một người trong đám đông yêu cầu những người hét lên giữ im lặng cho Chúa. Saddam Hussein bắt đầu đọc những lời cầu nguyện cuối cùng của người Hồi giáo, "Tôi làm chứng rằng không có thần thánh nào ngoài Allah và tôi làm chứng rằng Mohammed là Sứ giả của Allah." Một trong đám đông hét lên, "Bạo chúa [độc tài] đã bị sụp đổ!" Saddam nói, "Cầu mong phước lành của Chúa sẽ đến với Mohammed và gia đình của ông". Saddam đọc thuộc lòng shahada một lần rưỡi, khi ông định nói 'Mohammad' trong bài shahada thứ hai, cửa sập mở ra, làm ông phải ngừng lại ở giữa câu. Sợi dây làm gãy cổ Saddam, giết chết ông ngay lập tức.
Không lâu trước khi hành quyết, các luật sư của Saddam đã công bố bức thư cuối cùng của ông.
Một đoạn video không chính thức thứ hai, có vẻ như cho thấy thi thể của Saddam trên một chiếc xe đẩy, xuất hiện vài ngày sau đó. Nó làm dấy lên suy đoán rằng vụ hành quyết được thực hiện không chính xác vì Saddam Hussein có một lỗ hổng trên cổ.
Saddam được chôn cất tại nơi sinh của ông ở Al-Awja ở Tikrit, Iraq, vào ngày 31 tháng 12 năm 2006. Ông đã được chôn cất tại vị trí cách mộ các con trai của ông là Uday và Qusay Hussein 3 km. Lăng mộ của ông được cho là đã bị phá hủy vào tháng 3 năm 2015. Trước khi nó bị phá hủy, một nhóm bộ tộc Sunni được cho là đã chuyển xác của ông đến một địa điểm bí mật, lo sợ về những gì có thể xảy ra.

## Mối quan hệ hôn nhân và gia đình

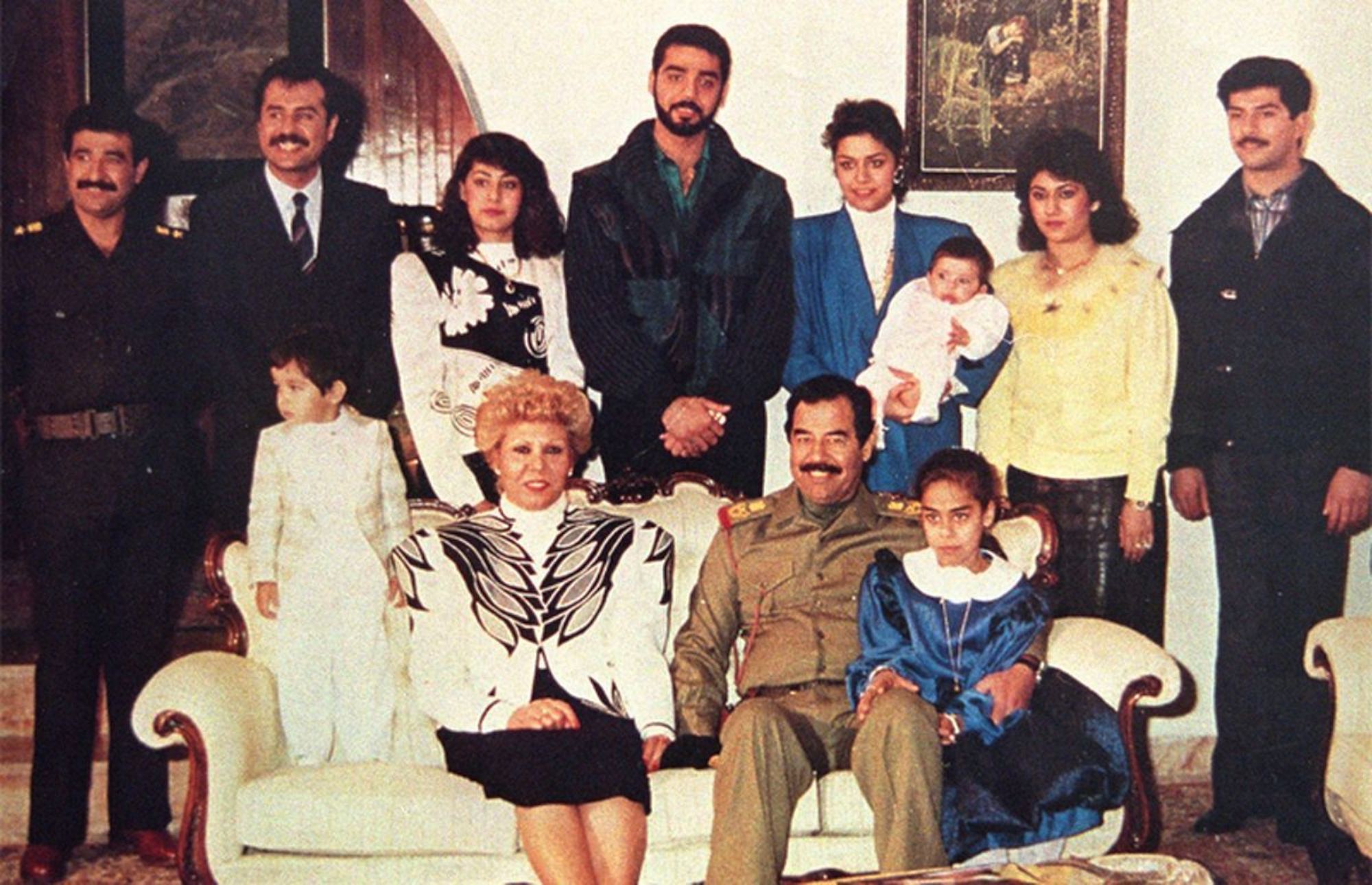
Gia đình Saddam Hussein, giữa cuối những năm 1980

- Saddam kết hôn với người vợ đầu tiên và cũng là người chị họ Sajida Talfah (hay Tulfah / Tilfah)[118] vào năm 1963 trong một cuộc hôn nhân sắp đặt. Sajida là con gái của Khairallah Talfah, chú và người cố vấn của Saddam; hai người được nuôi dưỡng như anh trai và em gái. Cuộc hôn nhân của họ được sắp đặt cho Saddam vào năm Sajida bảy tuổi. Họ đính hôn ở Ai Cập trong thời gian ông sống lưu vong, và kết hôn ở Iraq sau khi Saddam trở về năm 1963.[119] Hai vợ chồng có năm người con.[118]
  - Uday Hussein (1964–2003), là con trai lớn của Saddam, người điều hành Hiệp hội bóng đá Iraq, Fedayeen Saddam, và một số tập đoàn truyền thông ở Iraq bao gồm Iraq TV và tờ báo Babel. Uday, trong khi ban đầu là con trai yêu thích của Saddam và có khả năng là người kế vị, cuối cùng đã không được cha mình ủng hộ do hành vi thất thường của ông; anh ta chịu trách nhiệm về nhiều vụ va chạm xe hơi và hãm hiếp xung quanh Baghdad, mối thù liên tục với các thành viên khác trong gia đình anh ta, và giết người hầu và người nếm thức ăn yêu thích của cha mình Kamel Hana Gegeo tại một bữa tiệc ở Ai Cập tôn vinh đệ nhất phu nhân Ai Cập Suzanne Mubarak. Anh ta nổi tiếng ở phương Tây vì tham gia cướp bóc Kuwait trong Chiến tranh vùng Vịnh, bị cáo buộc lấy vàng, xe hơi và vật tư y tế trị giá hàng triệu USD (lúc đó đang thiếu hụt) cho bản thân và những người ủng hộ thân cận. Anh ta được biết đến rộng rãi vì chứng hoang tưởng và nỗi ám ảnh của anh ta về việc tra tấn những người khiến anh ta thất vọng theo bất kỳ cách nào, bao gồm bạn gái đi trễ, bạn bè không đồng tình với anh ta và nổi tiếng nhất là các vận động viên Iraq có thành tích kém. Ông đã kết hôn một thời gian ngắn với con gái của Izzat Ibrahim ad-Douri, nhưng sau đó đã ly dị cô. Các cặp vợ chồng không có con.
  - Qusay Hussein (1966–2003), là con trai thứ hai của Saddam — và sau những năm 1990, là con trai yêu thích của ông. Qusay được cho là người kế vị dự định sau này của Saddam, vì ông ta ít thất thường hơn anh trai mình và giữ một bản sắc thấp. Ông là người đứng thứ hai trong chỉ huy quân đội (sau cha mình) và điều hành Lực lượng Vệ binh Cộng hòa và SSO ưu tú của Iraq. Ông được cho là đã ra lệnh cho quân đội tiêu diệt hàng nghìn người Ả Rập thống trị nổi dậy và có công trong việc trấn áp các cuộc nổi dậy của người Shi'ite vào giữa những năm 1990. Anh đã kết hôn một lần và có ba người con.
  - Raghad Hussein (sinh năm 1968) là con gái lớn của Saddam. Sau chiến tranh, Raghad trốn đến Amman, Jordan, nơi cô nhận được sự tôn nghiêm từ gia đình hoàng gia. Cô hiện đang bị Chính phủ Iraq truy nã vì cáo buộc cung cấp tài chính và hỗ trợ cuộc nổi dậy của Đảng Ba'ath hiện bị cấm ở Iraq.[120][121] Hoàng gia Jordan từ chối giao nộp cô.
  - Rana Hussein (sinh năm 1969), là con gái thứ hai của Saddam. Cô, giống như chị gái của mình, chạy đến Jordan và đã đứng lên bảo vệ quyền lợi của cha mình. Cô đã kết hôn với Saddam Kamel và có bốn người con từ cuộc hôn nhân này.
  - Hala Hussein (sinh năm 1972), là con gái thứ ba và là con gái út của Saddam. Rất ít thông tin được biết về cô ấy. Cha cô đã sắp xếp để cô kết hôn với Tướng Kamal Mustafa Abdallah Sultan al-Tikriti vào năm 1998. Cô cùng các con và chị gái của mình bỏ trốn đến Jordan.
- Saddam kết hôn với người vợ thứ hai, Samira Shahbandar,[118] vào năm 1986. Bà vốn là vợ của một giám đốc hãng hàng không Iraqi Airways, nhưng sau đó trở thành tình nhân của Saddam. Cuối cùng, Saddam buộc chồng của Samira phải ly hôn với vợ để ông kết hôn với Samira.[118] Sau chiến tranh, Samira trốn đến Beirut, Lebanon. Cô được cho là đã làm mẹ đứa con thứ sáu của Saddam.[118] Các thành viên của gia đình Saddam đã phủ nhận điều này.

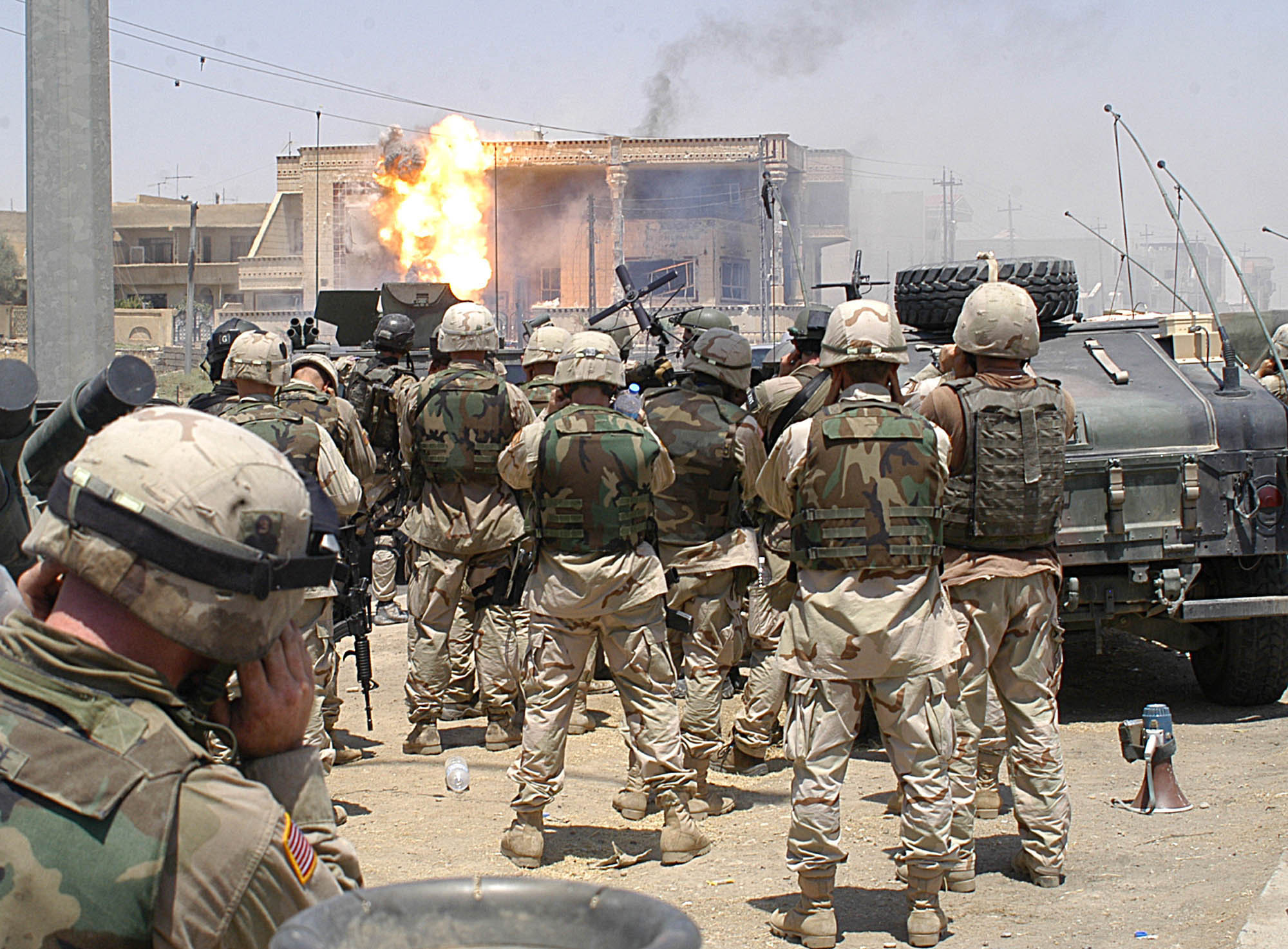
Hai con trai của Saddam Hussein là Qusay và Uday đã thiệt mạng trong một cuộc đấu súng ở Mosul vào ngày 22 tháng 7 năm 2003.

- Saddam bị cáo buộc đã kết hôn với người vợ thứ ba, Nidal al-Hamdani, tổng giám đốc của Trung tâm Nghiên cứu Năng lượng Mặt trời trong Hội đồng Nghiên cứu Khoa học.[122]
- Wafa el-Mullah al-Howeish được cho là đã cưới Saddam làm vợ thứ tư vào năm 2002. Không có bằng chứng chắc chắn cho cuộc hôn nhân này. Wafa là con gái của Abdul Tawab el-Mullah Howeish, cựu Bộ trưởng Bộ công nghiệp quân sự ở Iraq và là Phó Thủ tướng cuối cùng của Saddam.

Vào tháng 8 năm 1995, Raghad cùng chồng Hussein Kamel al-Majid và Rana cùng chồng, Saddam Kamel al-Majid, đào tẩu sang Jordan, mang theo các con của họ. Họ trở về Iraq khi nhận được sự đảm bảo rằng Saddam sẽ ân xá cho họ. Trong vòng ba ngày kể từ khi trở về vào tháng 2 năm 1996, cả hai anh em nhà Kamel đều bị tấn công và bị giết trong một cuộc đấu súng với các thành viên gia tộc khác, những người coi họ là những kẻ phản bội.
ào tháng 8 năm 2003, hai con gái của Saddam là Raghad và Rana nhận được nơi trú ẩn ở Amman, Jordan, nơi họ hiện đang ở với 9 đứa con của mình. Tháng đó, họ nói chuyện với CNN và đài vệ tinh Ả Rập Al-Arabiya ở Amman. Khi được hỏi về cha của mình, Raghad nói với CNN, "Ông ấy là một người cha rất tốt, yêu thương và có trái tim rộng lớn." Khi được hỏi liệu cô có muốn gửi lời nhắn đến cha mình hay không, cô nói: "Con yêu bố và con nhớ bố." Em gái của cô, Rana cũng nhận xét, "Bố tôi có rất nhiều cảm xúc và ông rất dịu dàng với tất cả chúng tôi."

## Di sản
Chìa khoá để nắm giữ quyền lực lâu dài của Saddam Hussein là thiết lập một mối quan hệ chưa từng có ở Trung Đông giữa một hệ thống cũ và mang tính truyền thống giữa các bộ tộc với một cơ cấu quân sự an ninh của một nhà nước hiện đại. Sự độc đáo ở chỗ gắn thực tiễn xa xưa này vào một đất nước có tham vọng quân sự lớn nhất thế giới Arab. Kết quả là một chế độ lai tạp: không độc tài quân sự cũng không cộng hoà thế tục, và cũng không phải chế độ thần quyền. Sự lai tạp này đảm bảo việc duy trì trật tự an ninh tại Iraq trong suốt thời kỳ Saddam nắm quyền.
Số phận của Iraq cũng giống như vài năm trước đó ở Nam Tư (Slobodan Milošević), và vài năm sau đó ở Libya (Muammar al-Gaddafi): lãnh đạo của các nước này bị phương Tây gán cho là "độc tài, phạm tội ác chống nhân loại", rồi sau đó phương Tây đem quân tấn công lật đổ họ, lật đổ xong thì các chính khách phương Tây sẽ hứa hẹn với người dân nước đó về "tự do, dân chủ, nhân quyền", nhưng rồi sau đó là những ngày tháng hỗn loạn và cuối cùng là cả đất nước sẽ tan vỡ ra thành nhiều mảnh (Nam Tư đã tan vỡ thành 6 mảnh, Libya thì đang tan vỡ thành 4 mảnh mà vẫn chưa dừng lại).
Tổng thống Mỹ George Bush ca ngợi việc hành hình ông Saddam là "một cột mốc quan trọng trong tiến trình đi đến dân chủ ở Iraq", Thượng nghị sĩ đảng Dân chủ Mỹ là Joseph Biden, phát biểu: "Iraq đã khép lại một trong những chương đen tối nhất trong lịch sử và thoát khỏi chế độ bạo chúa". Toàn quyền Paul Bremer, người đứng đầu chính quyền chuyển tiếp tại Iraq thời hậu Saddam trong 13 tháng, trước khi rời Iraq còn hào hứng tuyên bố: “Nhìn lại chúng ta thấy rằng Mỹ đã làm được rất nhiều điều cho đất nước Iraq. Thực sự, chúng ta đang giúp cho Iraq trở thành một quốc gia dân chủ”. Thực tế trong 15 năm sau đã chứng minh những gì mà các chính khách Mỹ hứa hẹn là hoàn toàn sai: Iraq chẳng hề có dân chủ, mà chỉ có chiến tranh và tàn phá.
Hoa Kỳ tuyên bố Saddam Hussein "sở hữu vũ khí giết người hàng loạt" để phát động cuộc chiến, dư luận biết ngay đó là cái cớ được ngụy tạo, song Tổng thống Mỹ George Bush vẫn cho rằng ông ta sẽ đánh lừa được dư luận. Và Hoa Kỳ đã ảo tưởng khi tin rằng có thể dựng nên chính quyền mới tại Iraq có thể nằm trong sự quản lý và điều khiển theo ý muốn của họ. Người dân Iraq đã phải trả cái giá quá đắt cho các toan tính sai lầm của chính quyền Mỹ

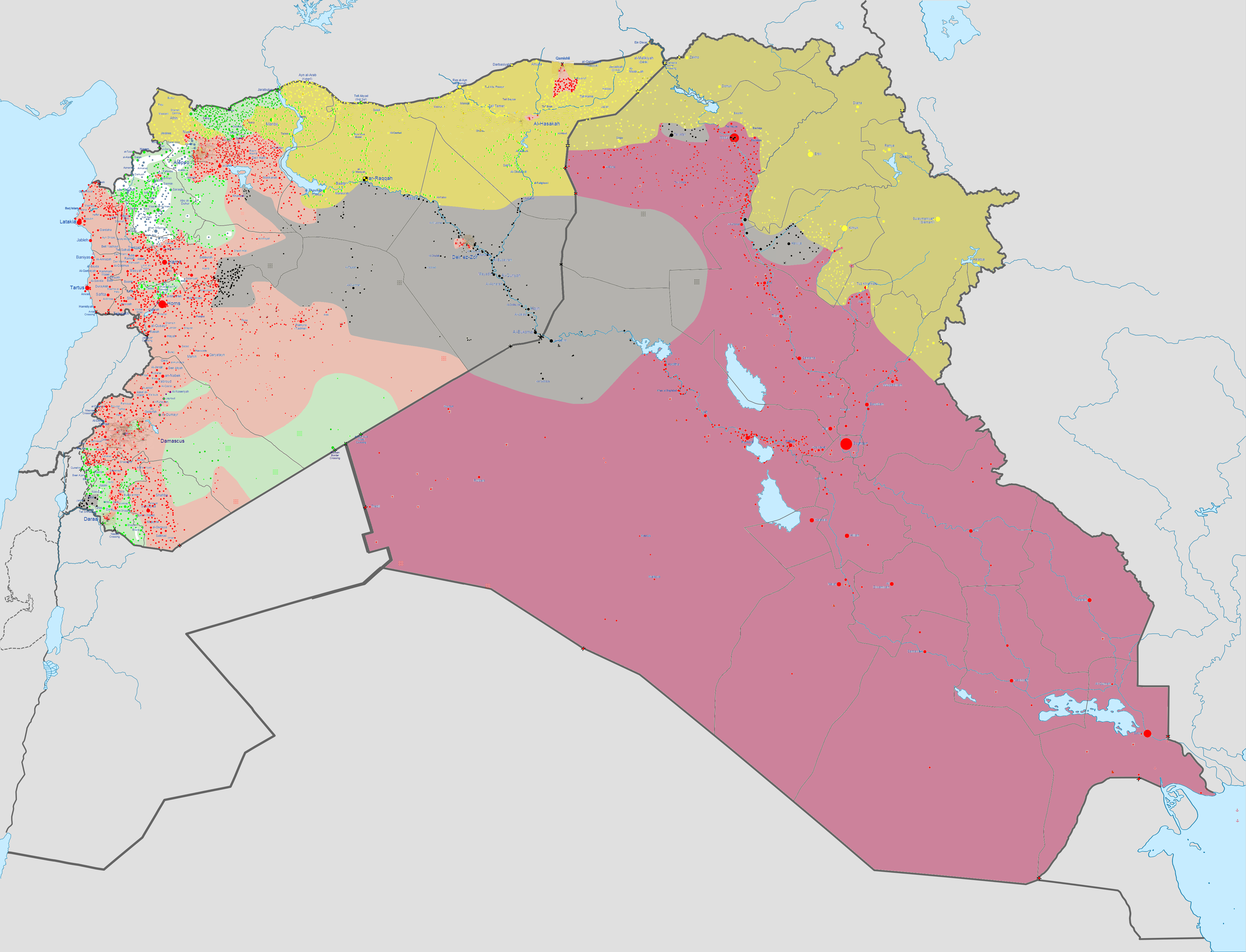
Đất nước Iraq năm 2016 đã bị chia làm 3 mảnh, chưa kể hàng chục bộ tộc cát cứ tại các địa phương

Sau khi Saddam Hussein bị lật đổ, Iraq hoàn toàn thiếu vắng một nhà lãnh đạo cứng rắn và biết đoàn kết các bộ tộc, chính phủ thân Mỹ thì tham nhũng trong khi lính Mỹ hiện diện khắp nơi khiến người dân nước này rất căm phẫn. Chính phủ mới rập khuôn phương Tây theo mô hình phân chia quyền lực, quyền lợi chủ yếu dựa trên lợi ích đảng phái, nó dẫn tới việc chứa đựng rất nhiều mâu thuẫn nội tại, bởi sự bất đồng về lợi ích đảng phái - sắc tộc - tôn giáo luôn tồn tại và không thể hóa giải. Các mâu thuẫn ngày càng tích tụ và âm mưu ly khai của các nhóm sắc tộc ở Iraq nhanh chóng bùng phát. Các phe phái địa phương ở Iraq nổi loạn khắp nơi. Đất nước Iraq chìm trong hỗn loạn và chiến tranh suốt từ nằm 2003 tới nay.
Năm 2011, Mỹ rút quân khỏi Iraq, để lại "một vũng lầy" đúng như những gì Saddam Hussein đã dự đoán. Dưới thời Saddam Hussein, ở Iraq hoàn toàn không có khủng bố quốc tế, còn sau khi ông chết, đất nước Iraq đã trở thành "Đại học Harvard của chủ nghĩa khủng bố". Mỹ tấn công Iraq với tuyên bố "tiêu diệt chủ nghĩa khủng bố", nhưng rốt cục họ đã tạo nên một mảnh đất màu mỡ cho khủng bố quốc tế xây dựng lực lượng. Đến năm 2014, đất nước Iraq trên thực tế đã không còn là một quốc gia thống nhất mà đã bị xé nát thành nhiều mảnh bởi nhiều phe phái như chính phủ Iraq thân Mỹ, Nhà nước Hồi giáo Iraq và Levant, quân người Kurd...
Những giai đoạn ổn định kéo dài ở trong nước thời Saddam hoàn toàn trái ngược với tình trạng bạo lực đẫm máu lan tràn khắp nước Iraq kể từ khi Saddam bị lật đổ. Ông Saddam cũng được một số người Arab ngưỡng mộ vì cuộc chiến 1980-1988 với Iran, việc ông đối đầu với Mỹ, tấn công Israel.
Khi Saddam Hussein bị bắt và bị treo cổ, nhiều kẻ thù của Saddam đã nổ súng chào mừng. Cuộc trấn áp người Kurd ở phía bắc, cuộc tấn công Iran, những nhóm đối lập với ông này... khiến Saddam có nhiều kẻ thù và họ đều mong ông bị giết. Tuy nhiên, sự hỗn loạn kể từ sau cuộc chiến Iraq, những xung đột sắc tộc kéo dài đã khiến người Iraq xem xét lại quan điểm của họ về cái gọi là "sự tàn nhẫn" nhưng giúp duy trì một xã hội ổn định suốt 35 năm nắm quyền của Saddam. Hiện nay, ngày càng nhiều người Iraq tỏ ý tiếc nuối về sự ra đi của Saddam và nhìn lại kỷ nguyên của ông này với sự luyến tiếc. Ngày càng nhiều người Iraq tới thăm mộ ông để tỏ lòng kính trọng ông, nhiều người đã coi ông là một chiến sĩ "Tử vì đạo"

## Kế hoạch tấn công Đài châu Âu Tự do
Saddam từng có kế hoạch dùng hỏa tiễn chống chiến xa để tấn công đài châu Âu Tự do (Radio Free Europe/Radio Liberty) do chính phủ Hoa Kỳ tài trợ, đặt trụ sở ở Praha, theo cơ quan phản gián Cộng hòa Séc nói ngày 30 tháng 11 năm 2009. Các nhân viên tình báo Iraq giả dạng giới chức ngoại giao dự trù sẽ mở cuộc tấn công từ cửa sổ một căn chung cư trong tòa nhà gần vị trí của đài ở trung tâm thủ đô Praha.
Vào năm 2000, tình báo Séc biết rằng Saddam ra lệnh mở cuộc tấn công nhưng không nói rõ là lệnh có từ lúc nào hay sẽ diễn ra trong thời điểm nào. Saddam Hussein ra lệnh cho cơ quan tình báo của mình là phải dùng vũ lực để cản trở chương trình phát thanh của Đài Âu Châu Tự Do phát về Iraq và cung cấp nguồn tài chính lớn cho kế hoạch này. Đài châu Âu Tự do khởi sự các buổi phát thanh nhắm vào Iraq từ năm 1998.
Các nhân viên tình báo Iraq dùng xe ngoại giao đoàn để chở vũ khí vào Séc, gồm một súng phóng lựu RPG-7, sáu khẩu tiểu liên và đạn dược. Các giới chức Iraq được cảnh cáo năm 2000 là chính phủ Séc biết về âm mưu này, theo phát ngôn viên cơ quan tình báo Cộng hòa Séc, Jan Subert. Tiếp theo lời cảnh cáo, chính phủ Séc trục xuất sáu nhân viên ngoại giao Iraq với lý do làm gián điệp, người đầu vào năm 2001 và năm người kia vào tháng 3 năm 2003, theo ông Subert. Vào tháng 4 năm 2003, một tháng sau khi quân đội Hoa Kỳ và đồng minh tiến vào Iraq, giới chức tại Tòa Đại sứ Iraq ở Praha giao nạp số vũ khí nói trên cho chính quyền Séc.
Đài châu Âu Tự do dời trụ sở từ München, Đức, sang Praha năm 1995 sau khi chính quyền Tiệp Khắc nơi đây sụp đổ năm 1989. Đài hiện đang phát thanh 28 thứ tiếng đến 20 quốc gia, kể cả Iran và Iraq, kể từ năm 1998 và Afghanistan từ năm 2002.